# Актобе
Актобе́ (до 1999 року — Актю́бінськ; каз. Aqtöbe [ɑqtøbe] д·і) — місто в Західному Казахстані, центр Актюбінської області і однойменної міської адміністрації.
Актобе розташоване на заході Казахстану, в північній частині Актюбінської області. Площа — 297,39 км². 1997 року в управління адміністрації міста перейшла територія скасованого Актюбінського району. Площа нового адміністративно-територіального утворення, до якого належить саме місто і п'ять сусідніх сільських округів, склала 2,3 тис. км². В межах міста протікають річка Ілек і кілька її приток, поблизу є Актюбінське і Саздинське водосховища. Внаслідок розташування у внутрішній частині Євразії і значної віддаленості від океанів, клімат міста є різко континентальним.
Актобе займає четверте місце серед міст Казахстану за кількістю жителів і є найбільшим містом Західного Казахстану. Населення — 500 803 осіб (1 січня 2020 року). Національний склад дуже різноманітний. Найчисленнішими є казахи (79 %) і росіяни (14,8 %). Переважне віросповідання городян — іслам і християнство. Утворювана Актобінська агломерація, яка в майбутньому має «вмістити» 1,3 млн осіб, має у своєму складі кілька десятків сельбищ поблизу Актобе.
Місто було засновано загоном військ Російської імперії 1869 року як твердиня Ак-Тюбе на лівому березі річки Ілек, в тому місці, де до неї праворуч впадає Каргали. 25 березня 1891 року поселення отримало статус повітового міста Тургайської області і було перейменовано в Актюбінськ. У роки Громадянської війни в Росії Актюбінськ став осередком революційних сил Тургайського краю. Місто поперемінно займали війська білих і більшовиків. 1919 року в Актюбінську остаточно встановилася радянська влада. 1921 року місто стало адміністративним центром Актюбінської губернії. Після скасування губернії 1928 року — центр Актюбінського округу, з 1932 року — центр новоутвореної Актюбінської області. Населення міста, як і регіону в цілому, постраждало від голоду 1920-х і 1930-х років. Під час Німецько-радянської війни в Актюбінську було упоряджено кілька військових утворень, до міста було евакуйовано ряд підприємств із окупованих частин СРСР. У 1962—1964 роках — адміністративний центр Західно-Казахстанського краю. З часу розпаду СРСР 1991 року місто є центром Актюбінської області у складі незалежної Республіки Казахстан. Сучасний Актобе — один з найбільших промислових і культурних осередь країни з розвиненою хімічною, легкою і харчовою промисловістю.

## Назва, офіційні символи

### Назва

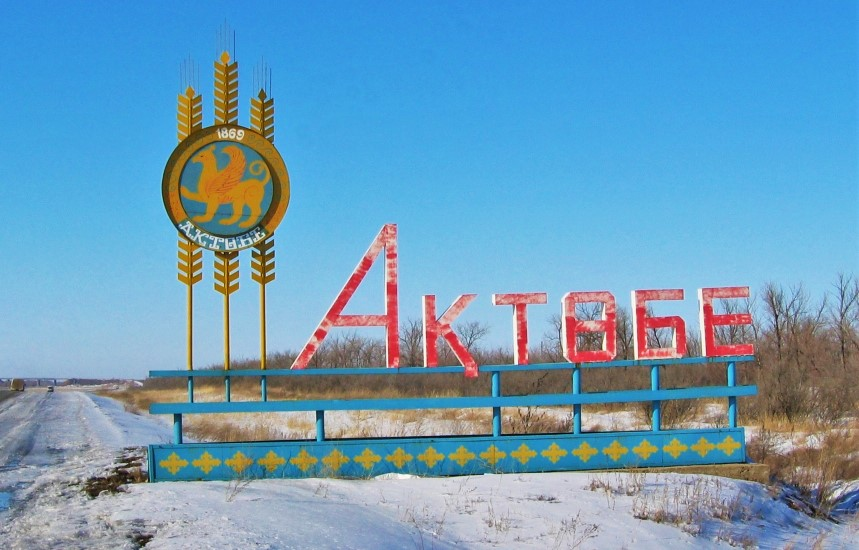
Герб і казахська назва міста на в'їзді в Актобе

З 1891 року, коли твердиня Ак-Тюбе (рос. дореф. Акъ-Тюбе або Акъ-Тюбя) стала повітовим містом Російської імперії, до 1999 року ж місто називалося Актюбінськ, російською — Актюбинск (Актюбинскъ). 11 березня 1999 року указом президента Казахстану Нурсултана Назарбаєва назва міста російською мовою було змінено на варіант «Актобе», що відповідає закону «Про мови» від 11 липня 1997 року, який говорить: «Традиційні, історично складені казахські назви адміністративно-територіальних одиниць, складових частин населених пунктів, а також інших фізико-географічних об'єктів на інших мовах повинні відтворюватися згідно з правилами транслітерації». Таке іменування було прийнято Федеральною службою державної реєстрації, кадастру і картографії Росії.
Казахська назва міста в його сучасному орфографічному вигляді «Ақтөбе» існує з 1940 року (коли для казахської мови було ухвалено абетку на основі кирилиці). Раніше в 1929—1940 роках ця назва існувало на казахському алфавіті на основі латиниці — яналіф — у вигляді Aqtɵbe, а ще раніше — на казахській арабиці на основі арабо-перської писемності у вигляді اقتوبە‎. Нині казахська назва на основі арабської графіки використовується інформаційними ресурсами казахською мовою, які зорієнтовані на казахів Китаю (найбільша зарубіжна казахська громада) і країн Близького і Середнього Сходу, які продовжують використовувати традиційний алфавіт.
Назва міста, утворена зі слів ақ (від тюрк. aq — білий) і төбе (töpü — пагорб), означає «білий пагорб». З цієї причини Актобе іноді називали «Місто на білому пагорбі» або «Біловершинськ» (рос. Беловершинск, Бѣловершинскъ). Слово ақ казахською мовою, крім значення «білий», також означає «неспаплюжений», «чистий», «невинний».
Тюркські топоніми, етимологічно подібні «Актобе», досить звичайні як у самому Казахстані, так і за його межами (див. також Актюбе, Ахтуба, Актепе).

### Герб

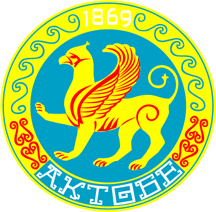

Перший герб Актобе було затверджено 18 жовтня 1968 роки (автор: С. Т. Сімонов). Через 20 років, 24 грудня 1988 року міська Рада народних депутатів прийняла новий герб за проєктом художника М. Ф. Луцина.
1998 року, до 130-річчя від дня заснування Актобе, було оголошено конкурс на новий герб міста. Журі, які складалися зі вчених, архітекторів і представників ЗМІ, з 50 конкурсних робіт визнали кращим ескіз Актюбінського художника, члена спілки художників Казахстану, Сагінтая Алімбетова. Герб було офіційно затверджено на 23-й сесії міського масліхату 24 липня 1998 року.
Герб має круглу форму, що символізує «вічність всесвіту». Напис «Ақтөбе» зроблено білим кольором — кольором «чистоти і святості», оздоба блакитного кольору означає «вічний рух води», а орнаменти червоного кольору — стилізовані тюльпани (ця квітка є неофіційним символ міста). У центрі герба зображено крилату істоту з орлиною головою — грифон.

## Фізико-географічний опис

### Географічне положення

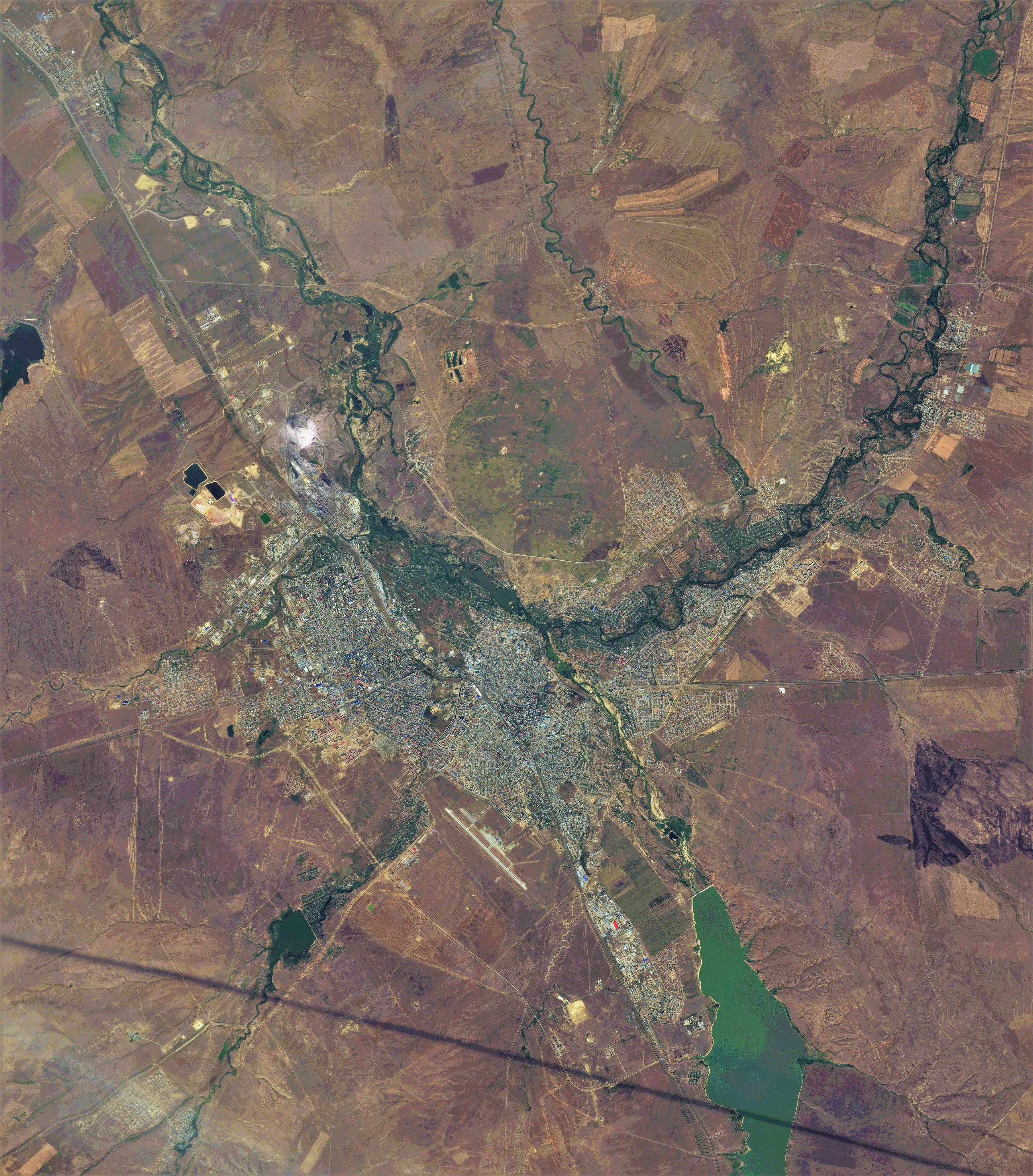
Космічний знімок Актобе і його околиць, отриманий 7 вересня 2017 року зі супутника ЕКА Sentinel-2

Географічні координати міста — 50°18′00″ пн. ш. 57°10′00″ сх. д. / 50.30000° пн. ш. 57.16667° сх. д..
Місто лежить в північній частині Актюбінської області, обома берегами лівої притоки Уралу — річки Ілек, в тому місці, де в неї впадає річка Каргали; в центральній частині Подуральского плато, що являє собою рівнину 250—400 м заввишки. Властивою рисою Подуральского плато є те, що під ґрунтами залягає крейдяний мінеральний субстрат (в зниженнях перекритий палеогеновими глинами), що призводить до того, що в місцях, у яких внаслідок ерозії було зруйновано ґрунтовий шар, оголюються білокольорові крейдяні відкладення.

### Границя між Європою й Азією
Питання про визначення кордону між Європою й Азією є дуже спірним. Якщо проводити межу між цими частинами світу по річці Урал, то Актобе безсумнівно виявиться містом, розташованим в Азії. Однак, згідно з найпоширенішою серед географів думкою, межа Європи проходить по північному березі Каспійського моря, уздовж річки Емба і далі по Мугоджарам. Таким чином Актобе виявляється містом, розташованим в Європі. Втім, попри географічне розташування, країни колишнього Радянського Союзу часто розглядаються сучасними західними географами як якась окрема територіальна одиниця, відмінна як від Європи, так і від Азії.

### Гідрографія

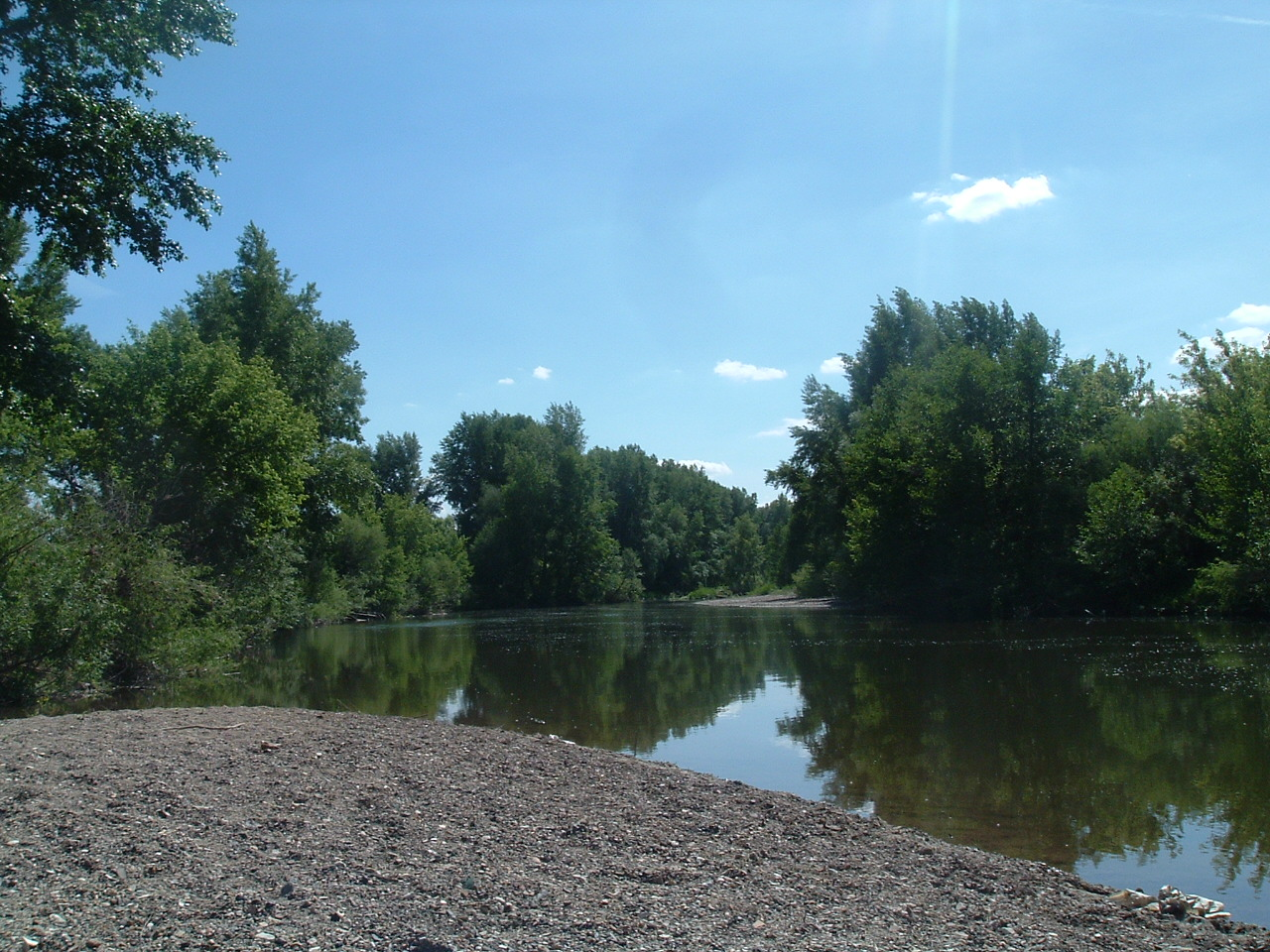
Річка Каргали на околиці міста

Місто розташоване в тому місці, де в річку Ілек впадає Каргали і її долина розширюється до 15 км. Безпосередньо середмістям протікає ліва притока Ілека — річка Сазди, на північному заході — ліва притока Ілека річка Жінішке. Оскільки русло річки Сазди пролягає в центральній частині Актобе і вздовж нього розташовані великі торгові і розважальні центри, з 2010 року адміністрацією міста ведуться роботи з облагороджування набережної. У південній частині міста знаходяться пониззя лівої притоки Ілека — річки Тамди, проте в меженний період це русло пересихає, утворюючи декілька плес. Північною околицею району Зарічний протікає річка Піщанка, ліва притока Каргали, за якою розташовується село Каргали. На захід від району Цегельний (рос. Кирпичный), відокремлюючи його від села Акжар, протікає нижня частина правої притоки Каргали річка Бутак.
За 10 км на південний схід від міста розташоване Актюбінське водосховище об'ємом 245 млн м³, іменоване жителями «Актюбінське море», воно було введено у використання 1988 року. Саздинське водосховище за 8 км на північний захід від міста, що є традиційним місцем відпочинку міщан, було побудовано 1967 року, а Каргалинське водосховище, яке є найбільшим штучним водоймищем поблизу Актобе (розташоване поза межами міської адміністрації), обсяг якого дорівнює 280 млн м³, було введено у використовування 1975 року і розташоване за 60 км на північний схід від міста.

### Клімат
Клімат в місті різко континентальний. Це обумовлюється розташуванням міста у внутрішній частині Євразійського материку і значною віддаленістю від океанів. Різка континентальність клімату проявляється в температурних контрастах між денним і нічним часом доби, між зимою і влітку, а також у великій кількості сонячному випромінюванні і в посушливості.
Взимку погода в Актобе знаходиться під впливом глибокого циклону над Ісландією (ісландський мінімум) і потужного Сибірського антициклону з центром над Монголією. Під впливом цих чинників утворюються великі баричні градієнти, спрямовані з південного сходу на північний захід.
Сумарне сонячне випромінювання в Актобе становить у середньому 108 ккал на добу, середньорічна тривалість сонячного сяйва в місті становить 2316 годин.
Літо жарке і тривале. Літо (період із середньодобовою температурою повітря вище +15 °С) триває близько чотирьох місяців (із середини травня по середину вересня); зима помірно холодна, можливі короткочасні відлиги. Найвищий сніговий покрив спостерігається в лютому (31 см). Кількість ясних, хмарних і похмурих днів в році — 174, 148 і 43 відповідно. Середньорічна кількість хмарності 5,7 балів. Найбільша кількість опадів випадає в червні (35 мм), найменша — у вересні (19 мм)).
- Середньорічна температура — +5,3 °C
- Середньорічна швидкість вітру — 2,4 м/с
- Середньорічна вологість повітря — 68 %

| Клімат Актобе | Клімат Актобе | Клімат Актобе | Клімат Актобе | Клімат Актобе | Клімат Актобе | Клімат Актобе | Клімат Актобе | Клімат Актобе | Клімат Актобе | Клімат Актобе | Клімат Актобе | Клімат Актобе | Клімат Актобе |
| Показник | Січ.          | Лют.          | Бер.          | Квіт.         | Трав.         | Черв.         | Лип.          | Серп.         | Вер.          | Жовт.         | Лист.         | Груд.         | Рік           |
| Абсолютний максимум, °C | −48,5         | −45           | −37           | −18,9         | −7,6          | −0,9          | 4,1           | 0,7           | −7,9          | −26,3         | −35           | −41,5         | −48,5         |
| Середній максимум, °C | −8,1          | −7,1          | −0,4          | 13,3          | 22,0          | 28,2          | 29,9          | 28,3          | 21,7          | 12,1          | 0,7           | −5,7          | 11,2          |
| Середня температура, °C | −12,3         | −11,9         | −5,4          | 7,0           | 14,9          | 20,9          | 22,7          | 20,7          | 14,0          | 5,7           | −3,2          | −9,7          | 5,3           |
| Середній мінімум, °C | −16,5         | −16,3         | −9,8          | 1,4           | 7,9           | 13,4          | 15,6          | 13,5          | 7,4           | 0,6           | −6,5          | −13,6         | −0,2          |
| Абсолютний мінімум, °C | 4,5           | 5,3           | 23,6          | 30,9          | 39,0          | 39,9          | 42,2          | 42,9          | 38,3          | 29,7          | 17,0          | 11,2          | 42,9          |
| Норма опадів, мм | 25            | 23            | 26            | 31            | 34            | 35            | 29            | 27            | 19            | 27            | 28            | 29            | 333           |
| Днів з дощем | 3             | 2             | 4             | 10            | 13            | 12            | 11            | 10            | 10            | 10            | 8             | 4             | 97            |
| Днів зі снігом | 21            | 18            | 13            | 3             | 0,2           | 0,03          | 0             | 0             | 0,1           | 4             | 13            | 20            | 92            |
| Вологість повітря, % | 81            | 79            | 79            | 66            | 57            | 54            | 55            | 54            | 58            | 69            | 80            | 82            | 68            |
| Середньомісячна швидкість вітру, м/с                                                                                                 | 2.7           | 2.8           | 2.6           | 2.7           | 2.5           | 2.3           | 1.9           | 1.9           | 2.1           | 2.3           | 2.4           | 2.4           |               |
| --- | ------------- | ------------- | ------------- | ------------- | ------------- | ------------- | ------------- | ------------- | ------------- | ------------- | ------------- | ------------- | ------------- |
| Джерело: (рос.) Климатические данные Актобе на сайте «Погода и климат». Архів оригіналу за 2 травня 2015. Процитовано 2 травня 2015. |               |               |               |               |               |               |               |               |               |               |               |               |               |

### Екологія
Екологічні обставини в Актобе вважаються неблагополучними. За даними Казгідромета на 2013 рік, індекс забруднення атмосферного повітря в Актобе склав 4,2 одиниць, що в кілька разів менше, ніж в Алма-Аті (11,5 одиниць), який був визнаний містом з найбруднішим повітрям. По всій території міста відзначається підвищений вміст діоксиду азоту і формальдегіду в повітрі, а в районі таких промислових підприємств, як АЗХС, АЗФ, Актюбінської ТЕЦ і біля селища Цегельний (каз. Кірпішті, рос. Кирпичный), показники перевищили норму втричі. Об'єктивною оцінкою екологічного становища заважає мала кількість метеостанцій — усього в місті налічується 3 станції замість 23 необхідні.
Згідно з дослідженнями 2013 року, коли санітарно-епідеміологічний нагляд проводив розслід повітря в місті на наявність діоксиду азоту, діоксиду сірки, сірководню та інших речовин, основною причиною забруднення повітря було визнано каналізаційну систему міста. Зосередження сірководню в каналізаційних мережах може досягати 2-16 %, також стічні води містять велику кількість сульфідів. Через це в нічний і ранковий час жителі декількох районів і центральних проспектів міста зазнають проблем зі смородом у повітрі. Крім каналізаційної мережі джерелами сірководню в міському повітрі є відходи виробництва спирту (барда) на полях колишнього м'ясокомбінату, полігон ТОВ «Актобе Таза Кала» і старий сміттєвий полігон. Свій вклад вносить також автомобільний транспорт, кількість якого 2013 року сягнуло 178 тис. одиниць.
Річка Ілек, на березі якої розташоване місто, довгий час забруднювалася відходами бору з Алгінського хімічного заводу і шестивалентного хрому з Актюбінської заводу хромових сполук, а це, своєю чергою, веде до забруднення Уралу, а потім і Каспійського моря. Крім того, АТ «Акбулак» скидає в річку близько 10 млн м³ недоочищених (через застарілість очисних споруд) стічних вод на рік. За перевищення норм скидання підприємство щорічно виплачує штраф, але адміністративні заходи не привели до позитивного результату.

### Рослинність
Ще наприкінці XIX століття регіон, в якому знаходиться Актобе, описувався як майже позбавлений лісової флори, але водночас дуже багатий на степову рослинність. Вирубка шелюгових гаїв в тодішньому Актюбінському повіті привела до поширення пісків зі сусіднього Іргизького повіту і зникнення колись багатої рослинності. За радянських часів робилися заходи для створення «зеленого пояса» навколо міста для захисту від зимових буранів і літніх пилових буревіїв [⇨].
Територія міста входить в Актюбінський флористичний округ, який займає більше половини Актюбінської області і північно-східну частину Західно-Казахстанської області (160 тис. км² між 51°45′ пн. ш. 51°30′ сх. д. / 51.750° пн. ш. 51.500° сх. д. та 47°30′ пн. ш. 61°30′ сх. д. / 47.500° пн. ш. 61.500° сх. д.). В Актобе і його околицях поширені такі види рослин: кумарчик піщаний , хріниця пронизанолиста, сухоребрик лікарський, шавлія пустельна, осока двотичинкова, смілка звичайна, смілка дніпровська, сухоребрик льозеліїв, астрагал короткобобовий, вика дворічна, бутень Прескотта, валер'яна руська, повитиця хмелеподібна , липучка звичайна, глуха кропива пурпурова, волошка коростянкова, куга тригранна.

### Тваринний світ

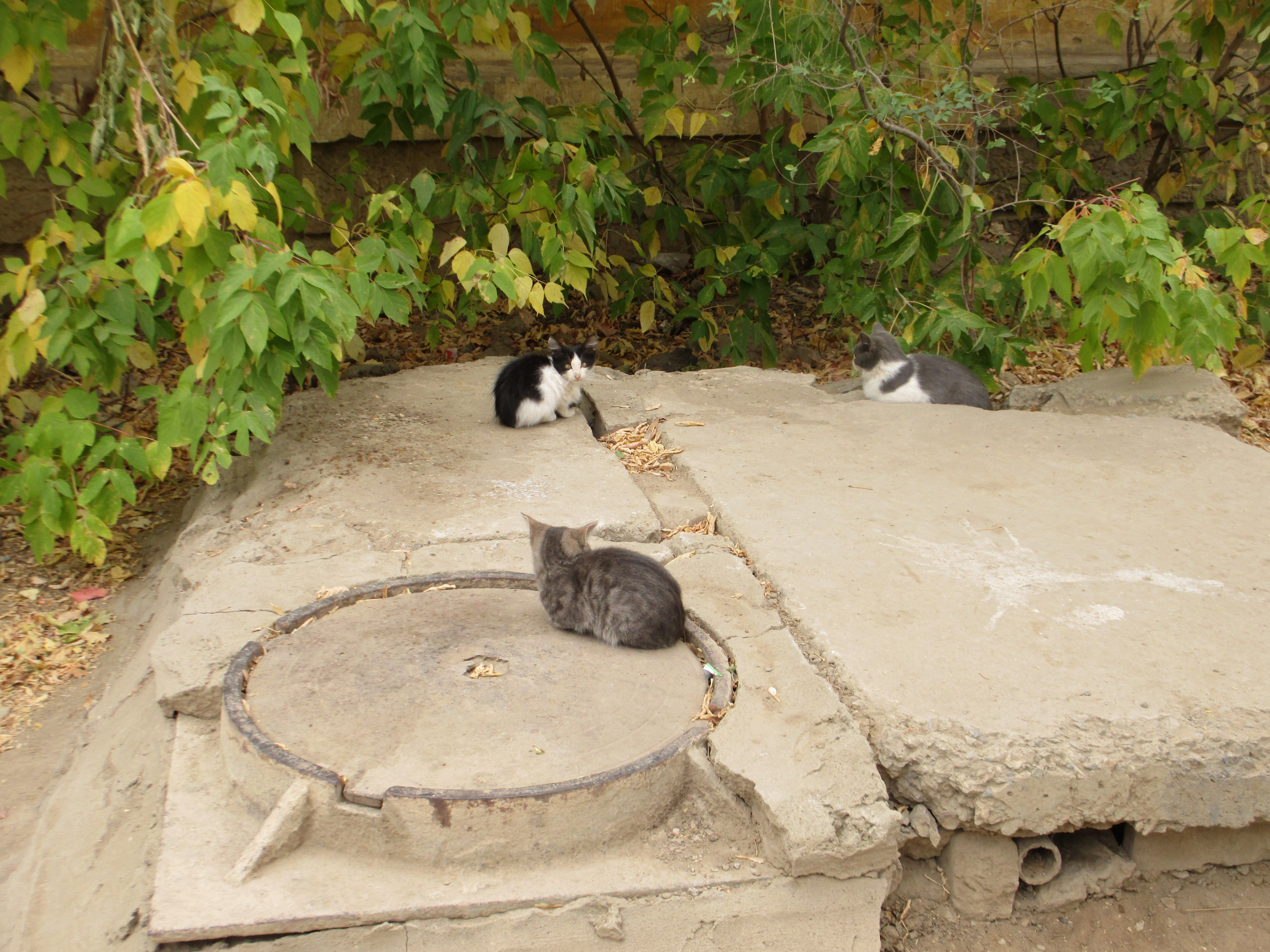
Актюбінські безпритульні коти

Територія Казахстану складається з 22 зоогеографічних ділянок. Місто Актобе й уся північна частина Актюбінської області належить до західної степової ділянки, в котрій, на відміну від інших степових ділянок, мешкають представники європейських лісових видів. Окрім того, в західній степовій ділянці пустельна фауна багатша, ніж в інших степових ділянках. Широко поширений пустельний вид перегузні тут зустрічається лише зрідка, з монгольської фауни зазвичай можна зустріти хом'ячка Еверсмана. Тут також мешкають казахстанські пустельні види, а під Актобе можна зустріти туранський вид тамарискових піщанок.
Як і в інших містах, на вулицях Актобе зустрічаються бездомні пси і коти. Собаки нерідко нападають на жителів міста (понад 300 випадків у першому півріччі 2014 роки), найчастіше це відбувається навесні і восени. Найнебезпечнішими в цьому сенсі є район Центрального ринку, стара частина міста і дачні ділянки. За рік виловлюються кілька тисяч тварин, переважно це собаки. Підпільні «мисливці» відстрілюють тварин за допомогою безшумної рушниці з дротиками (використання вогнепальної зброї в цих цілях заборонено з 2013 року), начиненими препаратами (дитилін). Туши тварин вивозяться на скотомогильник. Доглянутих і явно хатніх тварин не відстрілюють, а відправляють у приватний притулок, що належить голові місцевої громади захисту тварин.

## Історія

### У найдавніші часи
Стародавні племена, що жили цими землями, займалися скотарством і були близькі до племен Північного Казахстану, але належали до різних етнічних груп. Прикладом широтного орієнтування прямокутних і овальних могильників можуть послужити поховання Синтас і Бесоба під Актобе. У степах біля міста було знайдено кільцеподібні кам'яні огорожі та кургани, які датуються бронзовим віком. Знахідки, що належать до середнього бронзового віку, виявлено обік річки Каргали коло сучасного Актобе.

### Заснування твердині Ак-Тюбе

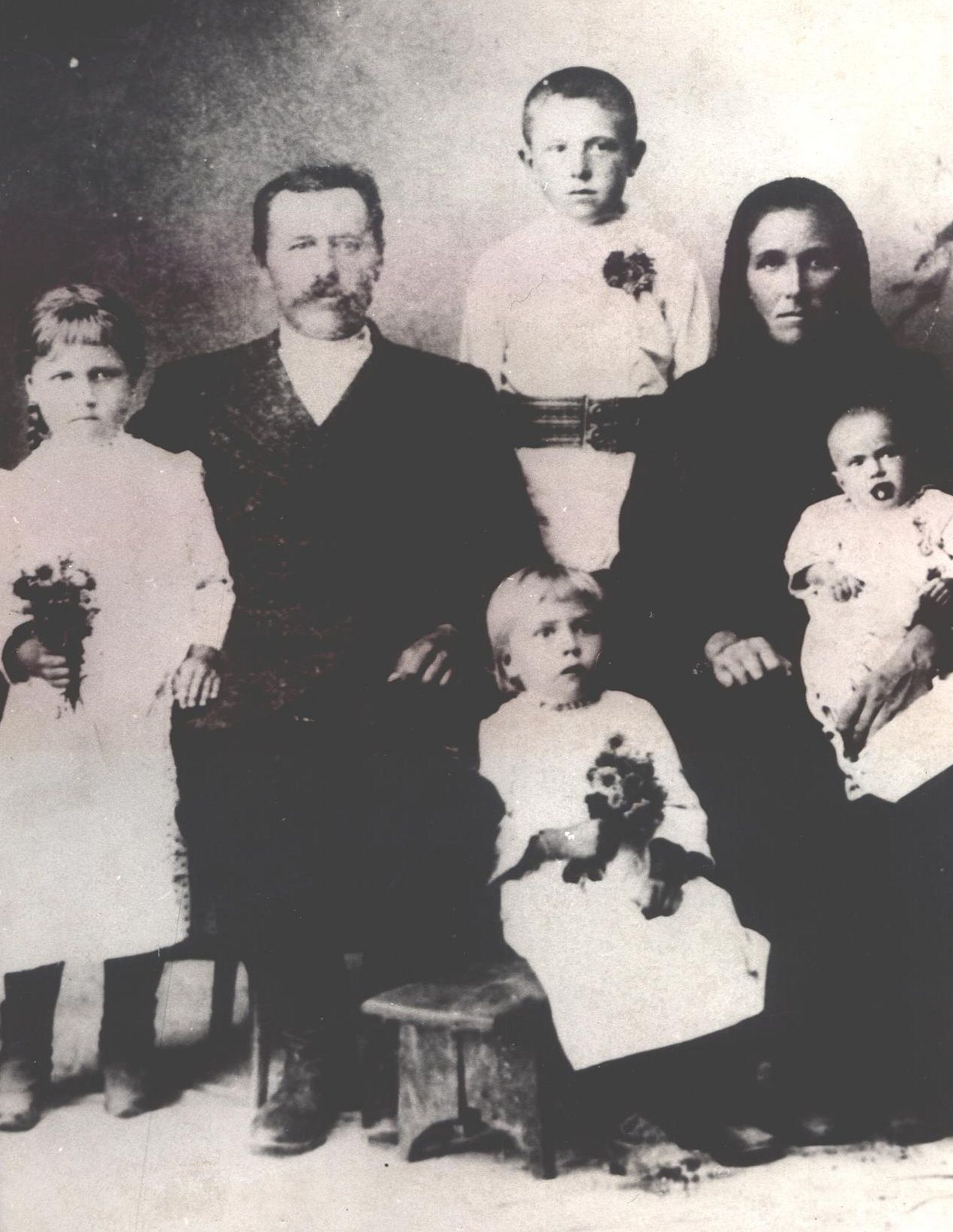
Сім'я одного з перших актюбінських переселенців

У травні 1869 року до межиріччя Ілека і Хобди попрямував загін з двох рот піхоти, сотні козаків і 14 гармат, яким командував флігель-ад'ютант граф фон Борг (Юрій Олександрович Борх). За наполяганням військового губернатора краю Льва Баллюзека, 15 (28) травня (або 14 (27) травня) на двох пагорбах в урочищі біля злиття річок Ілек і Каргали заклали укріплення Ак-Тюбе. Було збудовано майданчики для варти, гауптвахта, збройове сховище і підвали для зберігання продовольства і боєприпасів.
Територія нинішнього Актобе контролювалася братами Арингазиєвими — племінниками хана Молодшого жуза Арингази, яких Баллюзек у своїх звітах схарактеризував як «неблагонадійних». Після прибуття загону майже всі місцеві жителі відкочували на територію Уральської області, хоча Баллюзек відзначав їхню лояльність, а в числі останніх були лише султани Арингазиєви і повстанський загін під командуванням Айжарика Бекбауова (каз. Айжарық би Бекбауұлы), який припинив опір після першої поразки від козаків.
Одна з перших згадок Актобе сягає 1871 року:

Оренбурзька Духовна Консисторія повідомляє до відома, що в оренбурзькій єпархії, з дозволу начальства, виробляються нині такі споруди: 1. церкви — а) кам'яна в <…> твердині Ак-Тобе Тургайської області (від 14 січня 1871 року — на кошти жителів).
Оригінальний текст (рос. дореф.)
[Оренбургская Духовная Консисторія сообщаетъ къ свѣдѣнію, что въ оренбургской епархіи, съ разрѣшенія начальства, производятся нынѣ слѣдующія постройки:
1. церкви — а) каменныя въ <…> укрѣпленіи Акъ-Тюбя Тургайской области (отъ 14 января 1871 года — на средства жителей).] Помилка: {{Lang}}: невпізнаний код мови: ru-dor (допомога)— (рос. дореф.)Сообщенія // Оренбургскія епархіальныя вѣдомости. — 1 февраля 1873. — № 3. — С. 100—101.
У перші десятиліття життя поселення була тісно пов'язане з казахами — кочовими скотарями. Перший генеральний план забудови Актюбінська було розроблено 1874 року. Поселення було розділене на кілька районів: Курмиш, Татарська слобода, Оторва́новка. Першими вулицями молодого поселення стали Гарнізонна, Кріпосна, Оренбурзька, Ілецька і Георгіївська.

### У статусі повітового міста

Карта Тургайської області

25 березня 1891 року «Положення про управління в степових областях» поселення Ак-Тюбе, як і Кустанай, було перетворено в повітове місто Тургайської області Російської імперії і отримало назву Актюбінськ.
На відміну від Кустаная, який на ранньому етапі показав швидке зростання, але потім вступив у часи спаду населення і занепаду, Актюбінську вдалося зберегти стійкий повільний темп розвитку. До липня 1886 року кількість дворів в Актюбінську досягло 177, проте в голодні 1891—1892 роки багато жителів покинули місто. З 1893 року населення знову почало зростати. До 1895 року в місті значилося вже 2263 жителів, з них 1041 православних і 202 магометан (мусульман). 1896 року прибуло близько 100 сімей, переважно з малоросійських губерній.
1902 року через місто була прокладено Ташкентську залізницю сполученням Оренбург — Ташкент, що посприяло подальшому розвитку економіки Актюбінська.
У 1905—1907 роках в місті неодноразово проводилися народні демонстрації і страйки. 1905 року в місті виникла група РСДРП, а 3 червня 1907 року було обрано перша на території Казахстану Рада робітничих депутатів.

### Громадянська війна
У роки Громадянської війни 1918—1919 років Актюбінськ став центром революційних сил Тургайського краю. 8 (21) січня 1918 року в місті встановилася радянська влада. Червоні проводили політику терору проти оренбурзького козацтва — достовірно відомо, що влітку 1918 року в Актюбінську розстрілювали по 10-12 чоловік за ніч. На початку липня того ж року виник Актюбінській фронт, який закрив шлях армії Колчака в Туркестан. 16 квітня (або 18 квітня) 1919 року Актюбінськ з нальоту було зайнято частинами білої Окремої Оренбурзької армії.
1 вересня 1919 року розпочався напад червоних з боку селища Всесвятського (південний захід міста) на Актюбінськ, що став тимчасовою базою Південної армії (Східний фронт). 2 вересня два ескадрони червоних взяли залізничну станцію, а два інші ескадрони на чолі з командиром 9-го полку перебили охорону в'язниці і звільнили кілька сотень полонених червоноармійців і комуністів, які взяли участина в захопленні Актюбінська. По місту відкрили артилерійський вогонь; над ним літав аероплан, скидав бомби. Почалася сильна паніка, більшість жителів стала спішно полишати Актюбінськ в південно-західному напрямку, але наспіла кіннота червоних відрізала частину відступних. О 12 годині дня 2 вересня Актюбінськ перейшов до рук більшовиків.

### Радянський період

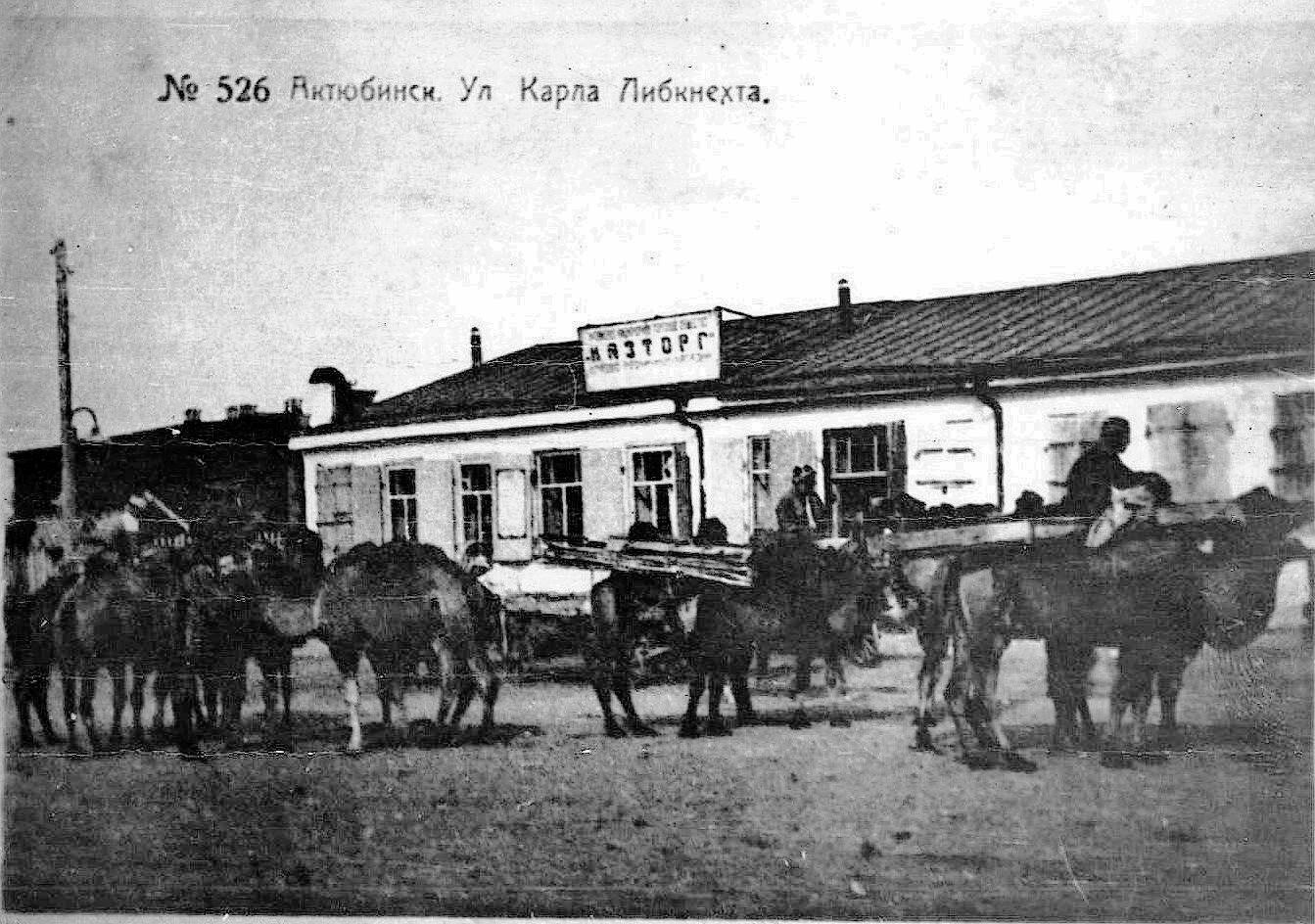
1930-ті роки, вул. Карла Лібкнехта

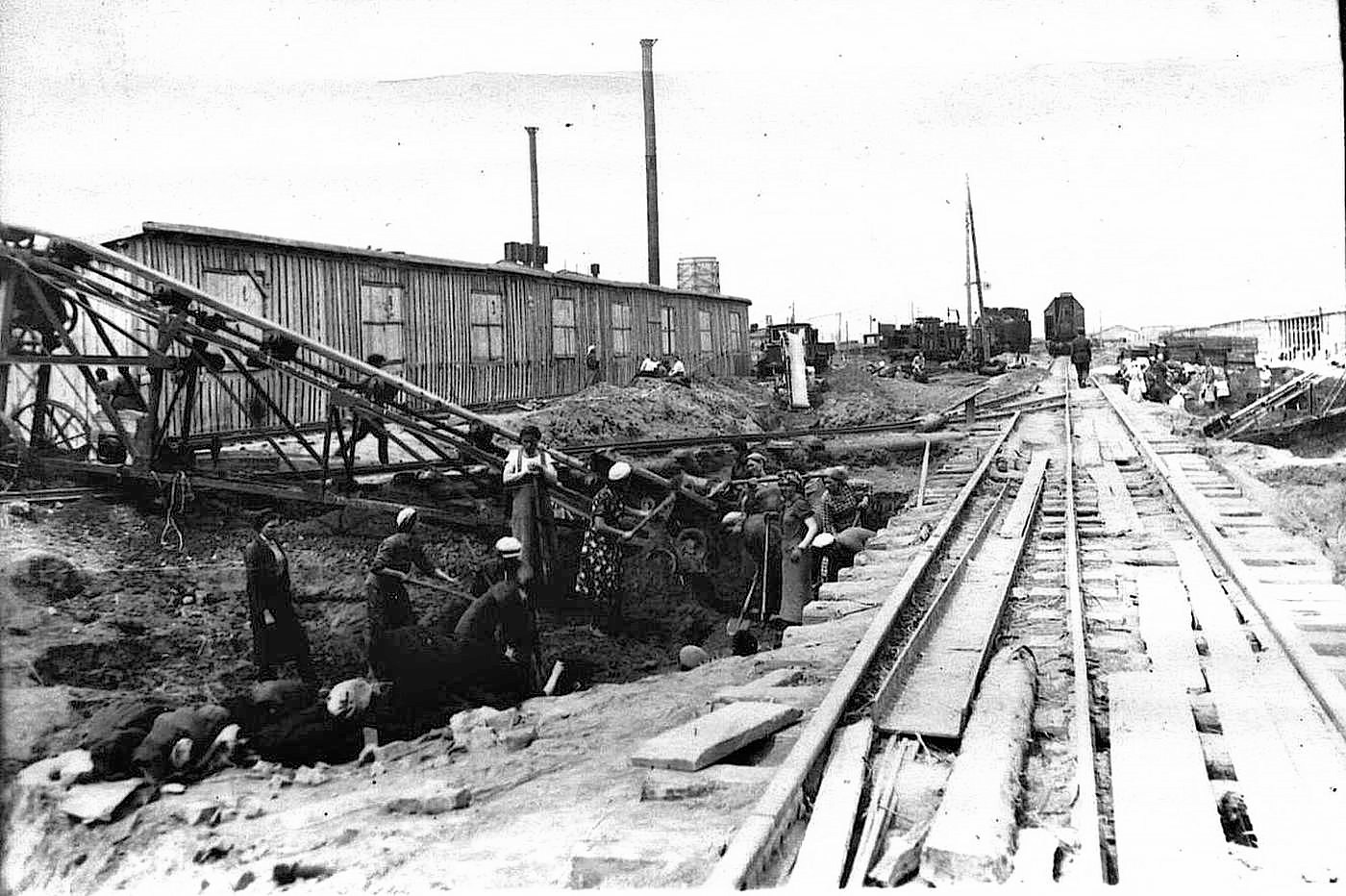
Працівниці-жінки подають вугілля на транспортер, травень 1942 року

У 1920—1925 роках Актюбінськ був у складі Киргизької АРСР Російської РФСР, потім 1925 року перейшов до Казахської АРСР, а 1936 року місто було включене у виділену з РРФСР Казахську РСР. У радянський період Актюбінськ встиг побувати центром декількох адміністративно-територіальних одиниць: Актюбінської губернії (1921—1928), Актюбінського району (1921—1922, 1928—1933, 1970—1997), Актюбінського повіту(1922—1928), Актюбінського округу (1928—1930) і Актюбінської області (з 1932).
У 1919—1922 роках населення міста, як і всього регіону, постраждало від голоду, точна кількість жертв якого невідомо. До листопада 1921 року в Актюбінської губернії впало 55 відсотків поголів'я худоби. Через відсутність їжі населення самостійно або згуртовано покидало місця свого проживання. Актюбінську губернію покинуло до 23 % її жителів. Відомо, що в губернії в січні 1921 року голодувало 361 051 чоловік. Голод був таким, що населення, як вказується в документах, харчувалося березовою корою і навіть деякими видами глини. У листопаді 1921 року в місті Актюбінську померло 469 дорослих і 320 дітей, за цей же час в міській лікарні померло від голоду 294 людини. Голод повторився в 1932—1933 роках. За даними міліцейських архівів від листопаду 1932 по липень 1933 року в Актюбінській області було поховано 4373 людини, які загинули від голоду. Це лише офіційні дані. Фіксувалися випадки канібалізму.
10 березня 1932 року місто стало центром новоствореної Актюбінської області Казахської РСР. Після цього було проведено перший водопровід завдовжки 10,5 км, було встановлено 25 водорозбірних колонок. За перші десять років у статусі обласного центру в місті було побудовано 2 електростанції, на вулицях з'явилося 250 освітлювальних приладів. Було проведено роботи з озеленення міста, з'явилися доріжки для пішоходів.
За роки німецько-радянської війни в Актюбінську було утворено 312-ту стрілецьку дивізію, 101-шу національну стрілецьку бригаду, 129-й мінометний полк та інші військові частини і підрозділи. З 11 тисяч солдатів 312-ї стрілецької дивізії на полях боїв загинуло 9,5 тисячі. Командир дивізії Олександр Наумов став першим володарем звання «Почесний громадянин Актюбінська», 29 актюбінців стали героями Радянського Союзу.
Близьке розташування до джерел сировини зумовило створення промислових підприємств у місті і перетворення Актюбінська в один з великих індустріальних осередків Казахської РСР. У 1940-1960-ті роки в Актюбінську з'явилися великі промислові підприємства: заводи феросплавів і хромових сполук, рентгеноапаратури і сільськогосподарського машинобудування; м'ясний і молочний комбінати, трикотажний, меблевий, швацький заводи тощо. Безліч з них було евакуйовано під час Другої світової із захоплених районів Радянського Союзу. У серпні 1941 року в місто прибуло обладнання заводу феросплавів із Запоріжжя, восени того ж року було перевезено артіль «Більшовик» з Дніпропетровська (сьогоденне м. Дніпро). З Москви в Актюбінськ було евакуйовано підприємства «Электросчётчик», Московський рентгензавод, вовнопрядильна фабрика № 14 та ін.
З 1960-х років Актюбінськ став живо забудовуватися житловими масивами і мікрорайонами. 1977 року місто стало центром Західно-Казахстанської залізниці. 3 травня 1962 був утворена Західно-Казахстанський край, що включає Актюбінську область (центр — Актюбінськ), Уральську область (центр — Уральськ) і Гур'євську область (центр — Гур'єв) з центром краю в Актюбінську. 1 грудня 1964 року Західно-Казахстанський край було скасовано.
У радянський час Актюбінськ перетворився на індустріальне місто з безліччю підприємств, став промисловим і культурним осередком регіону і залишається таким досі (початок XXI ст.).

### Сьогодення
Після розпаду СРСР економічна діяльність в Казахстані перемістилася з промислових осередь (Караганда, Шимкент) в центри нафтових регіонів на заході країни: Актобе, Актау й Атирау.
Наприкінці 1990-х — на початку 2000-х років в місті було відзначено зниження чисельності населення через репатріації представників депортованих народів і фахівців, які прибули в Казахську РСР в 1970-ті — 1980-ті роки.
У 2000-х роках в місті спостерігався будівельний бум: за збільшенням темпів будівництва Актобе і Актюбінська область (279,5 %) перегнали навіть Астану (212 %). 2005 року планувалося ввести у використання 137,1 тис. м² житлової площі, але за підсумками року було введено 289 773 м² житла. Індивідуальне будівництво перевищило плановані показники вп'ятеро. У загальному рахунку 2005 року було побудовано в 2,8 рази більше житла, ніж 2004 року.

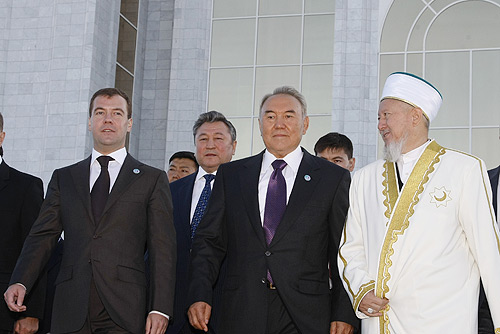
Президент Росії Дмитро Медведєв, акім Актюбінської області Елеусін Сагіндиков, президент Казахстану Нурсултан Назарбаєв і Верховний муфтій Казахстану Абсаттар Дербісалі в Актобе, 5-й Міжнародний форум глав прикордонних територій (2008 рік)

Через фінансову кризу 2007—2008 років і наступну за нею світову економічну кризу в Актобе значно знизилися ціни на нерухомість і оренду приміщень. Земельні ділянки в місті знецінилися на 30 %. Знизилися заробітні плати жителів міста, деякі підприємства зменшили витрати на медичне страхування, впав попит на побутову техніку та електроніку. Пасажиропотік в Актюбінськом аеропорту знизився на 13 %, через девальвацію національної валюти почався спад реалізації автомобілів в автосалонах міста.
2010-ті роки ознаменувалися зростанням релігійного екстремізму в Західному Казахстані. 17 травня 2011 року в Актобе 25-річним терористом-смертником Рахімжаном Махатовим було здійснено підрив біля Департаменту КНБ, який стала першою такого роду подією в сучасному Казахстані. 26 липня того ж року в одному з багатоповерхових будинків сталася перестрілка між поліцейськими і чотирма підозрюваними у вбивстві. Попри те, що офіційного підтвердження причетності злочинців до релігійних течій не було, громадськість відразу ж зв'язала цей інцидент зі знищенням банди екстремістів в Темірському районі, що почалася 1 липня і яка коштувала життя чотирьом працівникам правоохоронних органів.
Через зниження курсу російського рубля відносно до тенге наприкінці 2014 року, в місті в багато разів зріс попит на російську валюту, спостерігалася нестача російської готівки в обмінних пунктах. Збільшилася кількість автомобілів з транзитними номерами Російської Федерації. Це призвело до збільшення числа автомобільних заторів дорогами Актобе.
20 серпня 2015 року курс тенге було відправлено у «вільне плавання» і надалі національна валюта Казахстану знецінилася практично удвічі: 19 серпня долар США коштував 188 тенге, а до 19 січня 2016 року він подорожчав до 374 тенге. Слідом за цим у місті, як й усією країною, підвищилися ціни на товари і послуги. 1 січня 2016 року держава перестало регулювати ціну на т. зв. «соціальний хліб», що призвело до його подорожчання в Актобе.
5 червня 2016 року озброєні ісламісти (такфіріти) вчинили напад на два збройових магазину («Паллада» і «Пантера») в Актобе. Після цього терористи попрямували до військової частини № 6655 Національної гвардії Казахстану. Внаслідок нападу на військову частину загинули троє військовослужбовців, ще шестеро були поранені. Містом було введено т. зв. «червоний рівень терористичної небезпеки», в ході контртерористичної операції більшість терористів (18 осіб) було вбито, решта були затримані правоохоронними органами. Від рук бойовиків впали 3 військових і 4 цивільні особи.
У 2019 було відзначено 150-річчя з дня заснування міста. На честь цієї дати в Актобе було проведено кілька сотень міжнародних, республіканських та регіональних заходів. Райони Актюбінської області облаштували 9 алей і скверів на центральних вулицях міста.
Передбачається, що до 2030 року населення міста зросте до 625 тис. людей, а 2040 року подолає позначку в 1 млн жителів. До цього часу площа міста має зрости з 29 739 га до 72 965 га (42 847 га за генеральним задумом 2003 року). Актобе буде розширюватися у східному напрямку. Індивідуальне житлове будівництво в межах міста буде обмежено, будівельне зонування в новому генеральному плані направлено на багатоповерхову забудову багатоквартирними житловими будинками. Актобе є єдиним містом в Казахстані, яке розділене на стару і нову частини. Район Москва заплановано забудувати багатоповерховими житловими масивами з відповідною інфраструктурою і зробити об'єднавчим центром міста.
У жовтні 2017 року президент Казахстану Назарбаєв заявив про бажаність досягнення Актобе чисельності населення в 1 мільйон жителів:

На початку незалежності в Актобе було 240 тисяч чоловік. Зараз майже півмільйона. Я хочу, щоб тут був мільйон.
Оригінальний текст (рос.)
В начале независимости в Актобе было 240 тысяч человек. Сейчас почти полмиллиона. Я хочу, чтобы здесь был миллион.— 

## Адміністративно-територіальний устрій

### Адміністрація та місцеве самоврядування

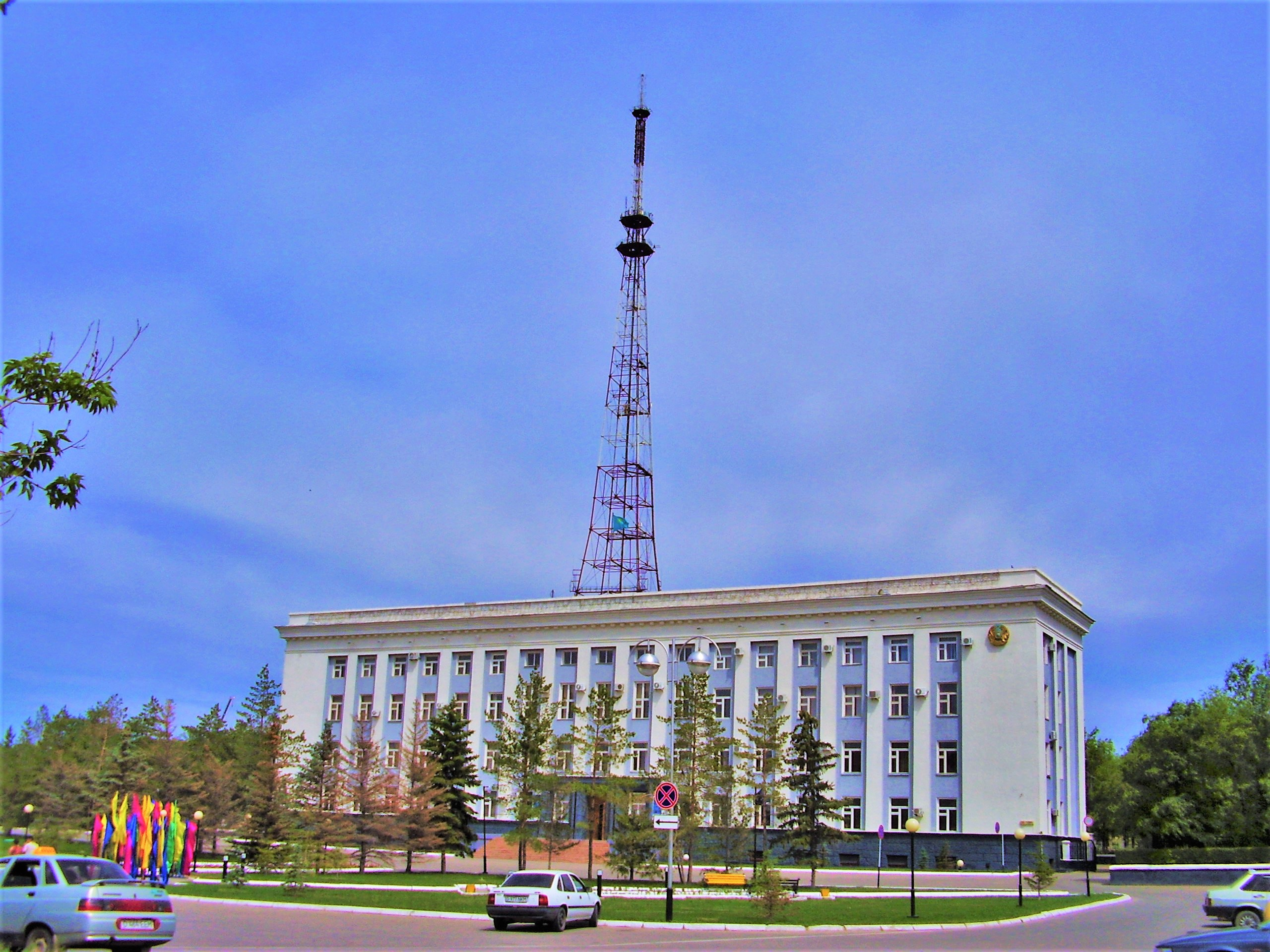
Будівля адміністрації міста

Акімат Актобе є виконавчим органом влади на території міста і п'яти прилеглих сільських округів, які утворюють міську адміністрацію Актобе. Положення і статус адміністрації визначається «Положенням про державну установу „Апарат акіму міста Актобе“». Главою акімату є акім міста, який призначається акімом Актюбінської області відповідно до закону Республіки Казахстан від 23 січня 2001 року «Про місцеве державне управління і самоврядування в Республіці Казахстан». Першим акімом міста Актобе був Елеусін Сагіндиков, який займав цю посаду з 1996 по 2002 роки. З 16 березня 2020 року акімом міста є Асхат Берлешевич Шахар.
Масліхат Актобе є місцевим представницьким органом, депутати якої обираються жителями міста. Перша сесія I скликання міського масліхату відбулася 24 березня 1994 року. Масліхат складався з 44 депутатів, а секретарем масліхату одноголосно був обраний Петро Георгійович Лащенов. Надалі число депутатів масліхату зменшилася до 23. Перша сесія останнього V скликання відбулася 20 січня 2012 року. Чинним секретарем міського масліхату є Сулупан Панаєвна Шінтасова.

### Міський бюджет
Доходи бюджету Актобе на 2020 рік визначені на рівні 92,8 млрд тенге (245,4 млн доларів США), витрати — 83,3 млн тенге (221,6 млн доларів США).
До числа основних доходних джерел бюджету Актобе належать: податкові надходження (42,9 млн тенге), надходження трансфертів (44,2 млн тенге) і надходження від продажу основного капіталу (5,4 млрд тенге). Основні статті витрат: освіта (40,7 млрд тенге), житлово-комунальне господарство (21,6 млрд тенге), транспорт і комунікації (8,2 млрд тенге), соціальна допомога та соціальне забезпечення (7,4 млрд тенге).
До переліку великих платників податків Актюбінської області переважно входять компанії нафтогазової галузі, але серед них є і ті, чия основна діяльність пов'язана з містом Актобе: АТ «Актюбінський завод хромових сполук», ТОВ «Анвар» (мережа супер- і гіпермаркетів і магазинів), ТОВ «Лучшее решение» (мережа супер- і гіпермаркетів «Діна») тощо.
| Доходи бюджету міста Актобе (тис. тенге) | Доходи бюджету міста Актобе (тис. тенге) | Доходи бюджету міста Актобе (тис. тенге) | Доходи бюджету міста Актобе (тис. тенге) | Доходи бюджету міста Актобе (тис. тенге) | Доходи бюджету міста Актобе (тис. тенге) | Доходи бюджету міста Актобе (тис. тенге) |
| 2007                                     | 2008                                     | 2009                                     | 2010                                     | 2011                                     | 2012                                     | 2013                                     |
| ---------------------------------------- | ---------------------------------------- | ---------------------------------------- | ---------------------------------------- | ---------------------------------------- | ---------------------------------------- | ---------------------------------------- |
| 19 960 534                               | ▲22 958 045                              | ▲31 153 571,1                            | ▼25 851 317                              | ▲32 110 525,5                            | ▲40 074 465,9                            | ▼36 735 584,2                            |
|                                          |                                          |                                          |                                          |                                          |                                          |                                          |
| 2014                                     | 2015                                     | 2016                                     | 2017                                     | 2018                                     | 2019                                     | 2020                                     |
| ▲43 961 147,7                            | ▼39 955 578,2                            | ▲54 608 824,5                            | ▲60 957 591,3                            | ▲70 151 110,1                            | ▲78 210 617,8                            | ▲92 834 981                              |

| Витрати бюджету міста Актобе (тис. тенге) | Витрати бюджету міста Актобе (тис. тенге) | Витрати бюджету міста Актобе (тис. тенге) | Витрати бюджету міста Актобе (тис. тенге) | Витрати бюджету міста Актобе (тис. тенге) | Витрати бюджету міста Актобе (тис. тенге) | Витрати бюджету міста Актобе (тис. тенге) |
| 2007                                      | 2008                                      | 2009                                      | 2010                                      | 2011                                      | 2012                                      | 2013                                      |
| ----------------------------------------- | ----------------------------------------- | ----------------------------------------- | ----------------------------------------- | ----------------------------------------- | ----------------------------------------- | ----------------------------------------- |
| 18 622 351                                | ▲21 157 647                               | ▲29 509 144,4                             | ▼21 857 418                               | ▲34 144 105,5                             | ▲44 961 603,8                             | ▼40 668 501,6                             |
|                                           |                                           |                                           |                                           |                                           |                                           |                                           |
| 2014                                      | 2015                                      | 2016                                      | 2017                                      | 2018                                      | 2019                                      | 2020                                      |
| ▲45 442 226,4                             | ▼43 373 926,1                             | ▲60 159 206,4                             | ▲76 270 349,7                             | ▼71 556 212,7                             | ▲75 485 906,7                             | ▲83 834 981                               |

### Райони міста

#### Адміністративні райони
До 1988 року, коли в СРСР було видано постанову про ліквідацію районного поділу в містах з чисельністю населення нижче 400 тисяч, у складі тодішнього Актюбінська було два райони: Фрунзенський і Пролетарський.
Через 30 років, на позачерговій 18-й сесії обласного масліхату, що відбулася в березні 2018 року, було ухвалено постанову про скасування всіх сільських округів (вони були включені до складу міста), що існували з 2013 року, а також про поділ міста на два адміністративні райони, межу яких було проведено за лінією залізниці. У міському масліхату було проведено процедуру громадських слухань з обліку думки населення, згідно з якими було ухвалено рішення «врахувати думки населення міста про присвоєння найменувань новоствореним двом районам на території міста Актобе — Астанинський і Алматинський».
До складу району Алмати входять традиційні райони Курмиш, Ясний, а також сільські округу Курайлинський, Каргалинський, Благодарний. Згідно з оцінкою акіму району, чисельність населення району становить приблизно 420—430 тис. людей. До складу району Астана входять райони і мікрорайони Москва, Жилгородок, Юго-Запад, Батис-1 і Батис-2, Шанхай, Болашак, Авіамістечко, а також сільські округу Новий і Саздинський. Чисельність населення за оцінкою виконувача обов'язків акіму району становить 262 тисячі осіб.

#### Традиційні райони
Власне місто Актобе поділяється на дві основні географічні частини: Старе місто (каз. Ескі қала) на схилі пагорба Ак-Тюбе, зосереджений навколо залізничної станції, і Нове місто (каз. Жаңа қала) на північному заході, уздовж проспекту Абілкайир-хана, де розташовані осередки торгівлі і адміністративні будівлі.
До районів Старого міста належать Курмиш (каз. Құрмыш), Москва (каз. Мәскеу), Татарська слобода (також Татарка), Оторвановка. Стара частина переважно забудована одноповерховими житловими будинками, є споруди дореволюційного періоду. Районами Нового міста є Шанхай (каз. Шаңқай), Сазди (каз. Сазды), мікрорайони, Болашақ, Кең Дала́.
Окрім перерахованих, існують райони Жилгородок, Авіамістечко, Авіатор-1, Авіатор-2, Сільмаш-1,Сільмаш-2, Юго-Запад-1, Юго-Запад-2, Зарічний-1, Зарічний-2, Зарічний-3, Зарічний -4, Каргалинський (Жиля́нка; каз. Қарғалы), Цегельний (каз. Кірпішті, рос. Кирпичный), Новий (каз. Жаңақоны́с), Ақжа́р, Бауырласта́р, 41-й роз'їзд тощо. Починаючи з 2000-х років з'явилося понад 30 нових районів. З 2012 року розпочато будівництво району Нур-Актобе (каз. Нұр Ақтөбе), який складатиметься з п'яти мікрорайонів, а кількість жителів становитиме 260 тис. людей.

#### Планувальні райони
Згідно з генеральним планом Актобе місто розділене на кілька планувальних районів, які самі своєю чергою поділяються на житлові і промислові райони.
- Ілекський планувальний район (центральна частина міста) розділений на 1-й, 2-й, 3-й, 4-й житлові райони, а також райони Аеропорт і Ясне.
- Каргалинське планувальний район (на схід від річки Ілек) розділений на наступні житлові райони: Зарічний, Жас Канат, Жасилтобе, Акжар, Каргали.
- Східний планувальний район (на схід від Каргалинського) поділений на такі житлові райони: Рауан, Нур-Актобе-1, Нур-Актобе-2, Кизилжар, Шигис.
- Західний планувальний район (на захід від Ілекського планувального району) має у своєму складі такі житлові райони: Батис-1, Батис-2, Батис-3, Батис-4, Юго-Запад, Жанаконис.
- Північно-Західна промислова зона охоплює такі промислові райони: Північно-Західний-1, Північно-Західний-2, Північно-Західний-3, Сєверний.
- Південна транспортно-комунальна зона охоплює такі промислові райони: Транспортний, Південний, Науково-виробничий, Південний транспортно-логістичний, 41 Роз'їзд.

#### Сільські округи

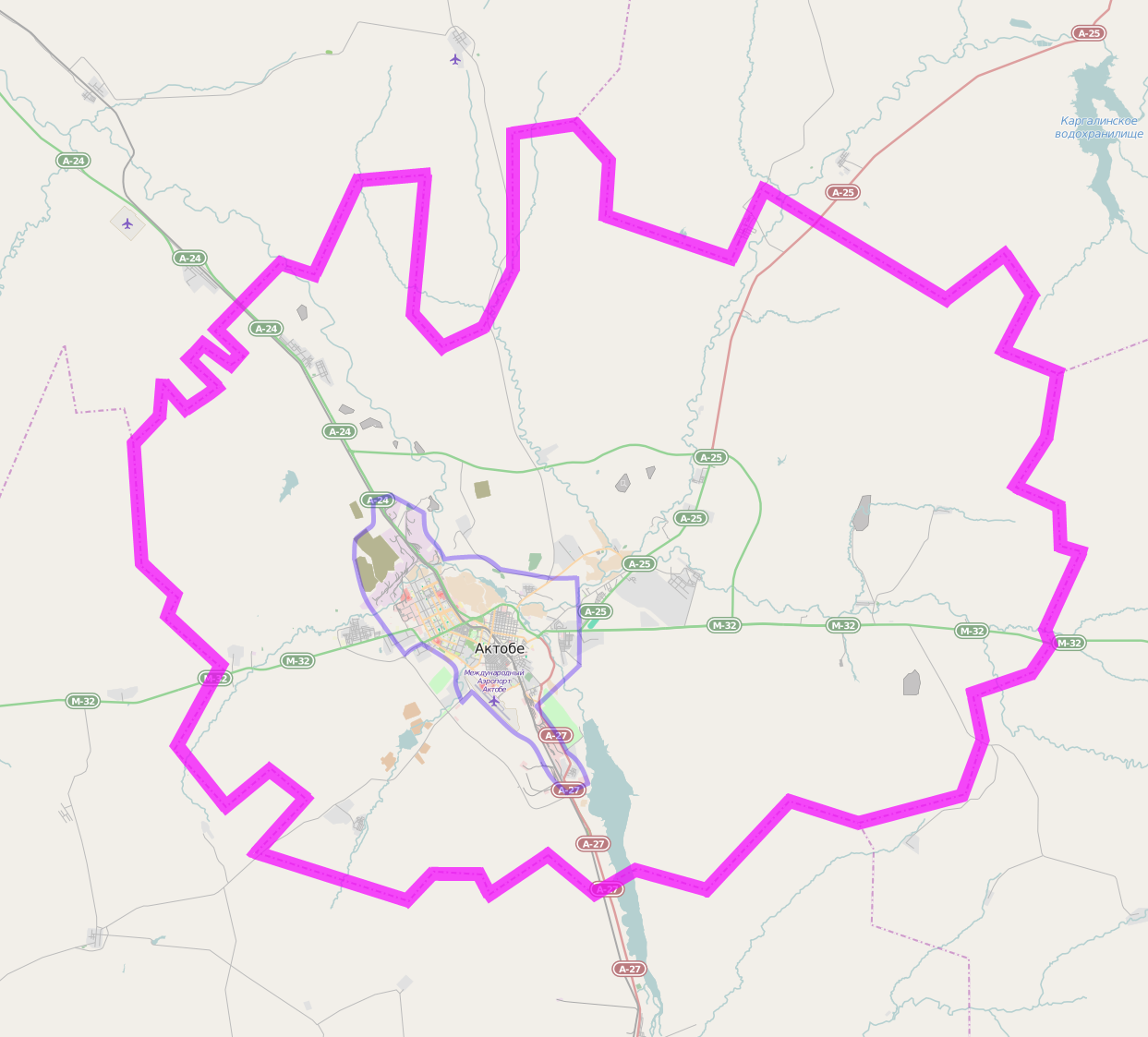
Приблизні межі:
Міська адміністрація Актобе
місто Актобе

Загальна площа території, підпорядкованої міській адміністрації Актобе становить 2 338 км² (або 2375,64 км², згідно АІСДЗК).
1997 року, коли було скасовано Актюбінський район, сільські округу Благодарний, Каргалинський, Курайлинський і Новий, які входили до складу району, і Саздинський округ Алгінського району було передано у підпорядкування міського акімату Актобе і формально їх скасовано (проте для зручності управління у складі міського акімату було збережено акіми сільських округів зі штатом і повноваженнями з їхнього керування). Того часу в п'яти колишніх сільських округах у 22 населених пунктах проживало 25 715 чоловік. У зв'язку з розвитком міста і його приміської зони, фактична кількість поселень на території колишніх сільських округів досягла 50, число жителів зросло до 50 тис. людей.
Навесні 2013 року на позачерговій 11-й сесії обласної масліхату в зв'язку з адміністративною реформою було ухвалено рішення створити 5 сільських округів в колишніх межах: Благодарний сільський округ площею 104 895 га з центром у селі Кенеса Нокіна; Каргалинський сільський округ площею 6 671 га з центром у селі Каргалинське; Курайлинський сільський округ площею 44 499 га з центром у селі Курайлі; Новий сільський округ з територією 26 994 га з центром у селі Жанаконис; Саздинський сільський округ площею 39 894 га з центром у селі Сазда.
Після офіційного закріплення статусу сільських округів вони стали самостійнішими, у них з'явилися власні бюджети і бухгалтерія. Після цих реформ жителі цих округів отримали можливість брати участина в державних програмах «Розвиток регіонів» і «З дипломом у село». Передбачається, що у ведення акіматів сільських округів також буде передана частина міської комунальної власності, зокрема клуби, бібліотеки та дитячі садки.
На позачерговій 18-й сесії обласного масліхату, що відбулася 20 березня 2018 року, було прийнято спільну постанову акімату і рішення масліхатів Актюбінської області «Про зміни в адміністративно-територіальному устрої міста Актобе Актюбінської області», згідно з яким було скасовано усі сільські округу, з 2013 року існували на території міського адміністрації Актобе. Було ухвалено рішення включити території колишніх сільських округів до складу міста. У пакет документів вказаного спільного постанови було включено «Схематичну карту адміністративно-територіального поділу міста Актобе», на якій було вказано межі міста, а також поділ міста на два адміністративних райони, межа яких була проведена по лінії залізниці. Документ мав набрати чинності через 10 днів після офіційної публікації.

### Населені пункти, приєднані до міста
| Населений пункт              | Колишні назви                              | Населення, осіб (1989) | Населення, осіб (1999) | Населення, осіб (2009) |
| ---------------------------- | ------------------------------------------ | ---------------------- | ---------------------- | ---------------------- |
| Актобе, місто                | Актюбінськ                                 | 253532                 | 253088                 | 345687                 |
| Акжар, село                  | -                                          | 286                    | 386                    | 2354                   |
| Акшат, село                  | -                                          | 412                    | 395                    | 418                    |
| Беккул-Баба, село            | Підхоз, Актасти                            | 591                    | 474                    | 831                    |
| Білогорка, село              | Білогорський                               | 314                    | 281                    | 275                    |
| Білогорське, село            | Білогорський Кар'єр                        | 171                    | 101                    | 146                    |
| Георгієвка, село             | -                                          | 1029                   | 1090                   | 1529                   |
| Жанаконис, село              | Нове                                       | 1719                   | 1027                   | 6486                   |
| Ілек, село                   | -                                          | 848                    | 636                    | 1276                   |
| Каргалінське, село           | -                                          | 9318                   | 10772                  | 16093                  |
| Кенеса Нокіна, село          | Новостепановка, Степановка, Опитна Станція | 2421                   | 2587                   | 4092                   |
| Кизил-Жар, село              | Благодарне                                 | 872                    | 918                    | 1322                   |
| Курайлі, село                | -                                          | 1222                   | 1309                   | 1712                   |
| Курашасай, село              | -                                          | 811                    | 2497                   | 1109                   |
| Лісне, село                  | -                                          | 126                    | -                      | -                      |
| Магаджан, село               | Магаджановське                             | 299                    | 409                    | 546                    |
| Нефтяник, селище             | Сьома Нефтекачка                           | 160                    | -                      | -                      |
| Орлеу, село                  | Россовхоз                                  | 647                    | 945                    | 1804                   |
| Польове, село                | -                                          | 134                    | -                      | -                      |
| Пригородне, село             | Пригородний                                | 1398                   | 1617                   | 2102                   |
| Птицеводчеське, село         | -                                          | 961                    | -                      | -                      |
| Роз'їзд 39, станційне селище | Тюльпанний                                 | 108                    | 139                    | 188                    |
| Садове, село                 | -                                          | 521                    | 540                    | 653                    |
| Сазди, село                  | Сазда                                      | 1173                   | 1674                   | 2437                   |
| Українка, село               | -                                          | 611                    | 470                    | 341                    |
| Ульке, село                  | -                                          | 178                    | 221                    | 195                    |
| Шилісай, село                | Нижній Шийлісай                            | 58                     | 62                     | 73                     |
| Всього                       | -                                          | 279920                 | 281638                 | 391669                 |

## Населення
| Рік  | Чисельність | Чисельність |
| ---- | ----------- | ----------- |
| 1897 | 2817        | [ 136 ]     |
| 1910 | 10 716      | [ 137 ]     |
| 1926 | 20 861      | [ 138 ]     |
| 1939 | 48 749      | [ 139 ]     |
| 1959 | 96 680      | [ 136 ]     |
| 1970 | 149 914     | [ 136 ]     |
| 1979 | 190 569     | [ 136 ]     |
| 1989 | 253 532     | [ 136 ]     |

| Рік  | Чисельність | Чисельність |
| ---- | ----------- | ----------- |
| 1991 | 265 300     | [ 136 ]     |
| 1999 | 253 088     | [ 136 ]     |
| 2004 | 249 759     | [ 136 ]     |
| 2005 | 253 952     | [ 136 ]     |
| 2006 | 258 014     | [ 136 ]     |
| 2007 | 262 830     | [ 136 ]     |
| 2008 | 268 644     | [ 136 ]     |
| 2009 | 345 687     | [ 136 ]     |

| Рік  | Чисельність | Чисельність |
| ---- | ----------- | ----------- |
| 2010 | 348 956     | [ 136 ]     |
| 2011 | 361 258     | [ 136 ]     |
| 2012 | 367 391     | [ 136 ]     |
| 2013 | 371 357     | [ 136 ]     |
| 2014 | 377 752     | [ 136 ]     |
| 2015 | 387 807     | [ 136 ]     |
| 2016 | 450 154     | [ 140 ]     |
| 2018 | 476 967     | [ 141 ]     |

| Рік  | Чисельність | Чисельність |
| ---- | ----------- | ----------- |
| 2019 | 487 994     | [ 142 ]     |
| 2020 | 500 803     | [ 142 ]     |
| 2021 | 513 004     | [ 136 ]     |
| 2022 | 549 381     | [ 143 ]     |
| 2023 | 559 965     | [ 143 ]     |
| 2024 | 570 475     | [ 144 ]     |

| Рік  | Чисельність | Чисельність |
| ---- | ----------- | ----------- |
| 1897 | 2817        | [ 136 ]     |
| 1910 | 10 716      | [ 137 ]     |
| 1926 | 20 861      | [ 138 ]     |
| 1939 | 48 749      | [ 139 ]     |
| 1959 | 96 680      | [ 136 ]     |
| 1970 | 149 914     | [ 136 ]     |
| 1979 | 190 569     | [ 136 ]     |
| 1989 | 253 532     | [ 136 ]     |

| Рік  | Чисельність | Чисельність |
| ---- | ----------- | ----------- |
| 1991 | 265 300     | [ 136 ]     |
| 1999 | 253 088     | [ 136 ]     |
| 2004 | 249 759     | [ 136 ]     |
| 2005 | 253 952     | [ 136 ]     |
| 2006 | 258 014     | [ 136 ]     |
| 2007 | 262 830     | [ 136 ]     |
| 2008 | 268 644     | [ 136 ]     |
| 2009 | 345 687     | [ 136 ]     |

| Рік  | Чисельність | Чисельність |
| ---- | ----------- | ----------- |
| 2010 | 348 956     | [ 136 ]     |
| 2011 | 361 258     | [ 136 ]     |
| 2012 | 367 391     | [ 136 ]     |
| 2013 | 371 357     | [ 136 ]     |
| 2014 | 377 752     | [ 136 ]     |
| 2015 | 387 807     | [ 136 ]     |
| 2016 | 450 154     | [ 140 ]     |
| 2018 | 476 967     | [ 141 ]     |

| Рік  | Чисельність | Чисельність |
| ---- | ----------- | ----------- |
| 2019 | 487 994     | [ 142 ]     |
| 2020 | 500 803     | [ 142 ]     |
| 2021 | 513 004     | [ 136 ]     |
| 2022 | 549 381     | [ 143 ]     |
| 2023 | 559 965     | [ 143 ]     |
| 2024 | 570 475     | [ 144 ]     |

### Чисельність, щільність, динаміка зростання
Актобе займає перше місце за чисельністю населення в Західному Казахстані та є четвертим містом в країні за цим показником (після Алма-Ати, Нур-Султану і Шимкенту). З п'ятого на четверте місце за кількістю жителів Актобе піднявся в жовтні 2019 року, коли чисельність населення міста досягла 497 381 жителів, обігнавши за цим показником Караганду (496 701 людина). До кінця 2019 року населення міста переступило позначку в 500 тис. людей і на 1 січня 2020 року становить 500 803 людини. Щільність населення на території міської адміністрації (2338 км²) становить 214,2 осіб на км².
Є кілька причин такої зміни позицій. По-перше, органи статистики стали враховувати 59 тис. Жителів сільських округів поблизу Актобе, розформованих 2018 року й включених до складу міста. По-друге, природний приріст населення в Актобе за 9 місяців 2019 року склав 6807 чоловік, тоді як в Караганді за той же час природний приріст досяг позначки 2712 чоловік. По-третє, за той же час в Актобе спостерігався міграційний приріст в розмірі 2580 осіб, тоді як в Караганді відзначався міграційний спад в розмірі 3741 осіб.
Актобе є одним з найшвидкоросліших міст Казахстану — в 2003—2013 роках чисельність населення зросла на 50 %. Для порівняння, населення міст Туркестан, Жанаозен і Каськелен, які показали найбільш разючі темпи зростання, за вказаний відрізок часу зросло на 78 %. Зростанню населення міста сприяє підвищення рівня народжуваності і зниження кількості дитячих смертей.
Головними джерелами зростання населення міста є природний приріст і міграція. Так (дані за територією, підпорядкованої міській адміністрації) за період з 1 січня 2011 року по 1 жовтня 2015 року природний приріст населення склав 36 158 осіб, а позитивне сальдо міграційного приросту склало 3798 чоловік, проте останній показник приховує різноспрямовані потоки міграції:
- міграція за межі СНД (переважно виїзд до Німеччини етнічних німців, а також російських як членів змішаних сімей) незначна, її сальдо склало 76 осіб, при цьому міграційний відтік в Німеччину склав 103 людини, міграційний обмін з іншими країнами поза СНД був слабо позитивний;
- міграція в межах СНД мала незначне позитивне сальдо (371 люд.), однак це наслідок взаємного покриття двох значних міграційних потоків: відтоку російських (міграційне сальдо — 1 221 чол., переважно в Росію) і припливу етнічних казахів (міграційне сальдо 1173 чол ., переважно з країн Середньої Азії);
- міграційний обмін з іншими регіонами Казахстану мав від'ємне сальдо міграції — 5 437 чол., насамперед це був відтік етнічних казахів (сальдо -5 073 чол.);
- внутрішньообласні міграції утворювали міграційний приплив населення 9 685 осіб.

### Статева і вікова структура
На початку 2014 року територією, підлеглою міській адміністрації, проживало 428 024 людини, з них чоловіків — 201 192 особи, жінок — 226 832 людини. 104 888 чоловік знаходилися у віковій групі до 15 років (54 086 чоловічої і 50 806 жіночої статі). 283 823 особи були в віці від 16 до 63 років (у жінок: до 58 років), з них чоловіків — 136 631 особа, жінок — 147 193 людей. Людей старше пенсійного віку — 73 537 осіб, з них чоловіків — 20 339 осіб, жінок — 53 198 осіб.

### Етнічний склад
Етнічний склад населення міста різноманітне. За підсумками перепису населення 2009 року, найчисельнішою етнічною групою на території міської адміністрації Актобе були казахи. Слідом за ними із значним відставанням розташувалися росіяни, які колись переважали в місті. Частка українців, татар, німців, корейців та інших національних меншин незначна.
| Народ    | Чисельність чол. | %      |
| -------- | ---------------- | ------ |
| загалом  | 2817             | 100 %  |
| росіяни  | 1728             | 61,3 % |
| українці | 550              | 19,5 % |
| татари   | 276              | 9,8 %  |
| мордва   | 126              | 4,5 %  |
| казахи   | 96               | 3,4 %  |
| башкири  | 10               | 0,4 %  |
| решта    | 31               | 1,1 %  |

| Народ    | Чисельність чол. | %      |
| -------- | ---------------- | ------ |
| загалом  | 48 749           | 100 %  |
| росіяни  | 26 041           | 53,4 % |
| українці | 10 694           | 21,9 % |
| казахи   | 7641             | 15,7 % |
| татари   | 2672             | 5,5 %  |
| євреї    | 251              | 0,5 %  |
| мордва   | 241              | 0,5 %  |
| решта    | 1526             | 3,5 %  |

| Народ    | Чисельність чол. | %       |
| -------- | ---------------- | ------- |
| загалом  | 391 669          | 100 %   |
| казахи   | 286 672          | 73,19 % |
| росіяни  | 75 242           | 19,21 % |
| українці | 12 694           | 3,24 %  |
| татари   | 6737             | 1,72 %  |
| німці    | 2431             | 0,62 %  |
| корейці  | 1248             | 0,32 %  |
| решта    | 6645             | 1,7 %   |

| Народ    | Чисельність чол. | %       |
| -------- | ---------------- | ------- |
| загалом  | 439 315          | 100 %   |
| казахи   | 335 182          | 76,30 % |
| росіяни  | 74 195           | 16,89 % |
| українці | 11 755           | 2,68 %  |
| татари   | 6742             | 1,53 %  |
| німці    | 2647             | 0,60 %  |
| корейці  | 1244             | 0,28 %  |
| решта    | 7550             | 1,72 %  |

| Народ    | Чисельність чол. | %       |
| -------- | ---------------- | ------- |
| загалом  | 487 994          | 100 %   |
| казахи   | 385 861          | 79,07 % |
| росіяни  | 72 436           | 14,84 % |
| українці | 11 196           | 2,29 %  |
| татари   | 6718             | 1,37 %  |
| німці    | 2724             | 0,55 %  |
| корейці  | 1222             | 0,25 %  |
| решта    | 7837             | 1,6 %   |

За даними на 1 січня 2019 року, населення міської адміністрації Актобе становило 56,1 % населення області, при цьому в Актобе проживають 73,4 % усіх російських в області. Подібне становище склалося й у татар (73 %), корейців (85,2 %), азербайджанців (74,6 %), вірменів (81,3 %).

### Мови
Державною мовою Казахстану є казахська мова. Історично склалося так, що територією Актюбінської області і, відповідно, в місті Актобе поширеним є західний діалект казахської мови, який має деякі відмінності від інших діалектів казахської мови. Російська мова, що стала за часів СРСР мовою міжнаціонального спілкування, продовжує виконувати цю функцію і в сучасному Казахстані. Територіальні діалекти в казахстанському варіанті російської мови відсутні. Крім мовців казахською і російською мовами, в місті проживає незначна кількість носіїв інших мов. На базі Будинку дружби (каз. Достиқ үйі) представникам різних етносів створені умови для вивчення своєї мови, традицій і звичаїв.
За даними перепису 2009 року, 92,5 % з 461 050 осіб міського населення Актюбінської області (статистичні дані, що враховують населення тільки міста Актобе, не опублікувалися, населення Актобе становить 75 % міського населення області) вважали мову своєї національності «рідною». Казахську мову назвали рідною 97,6 % (338 711) казахів, а російська мова була рідною для 96,2 % росіян (78 164). Серед представників інших національностей цей показник нижчий — лише 16 % українців, 47,9 % татар, 18,8 % німців і 35,1 % корейців назвали «рідною» свою національну мову.
Із 265 545 міських казахів старше 15 років 97,6 % розуміли усну казахську мову, вільно читали і писали 94,1 % і 89, 6 % відповідно. Серед 68 406 росіян у цій віковій категорії усну казахську мову розуміли 42,8 %, вільно читали і писали 12,4 % і 9 % відповідно. Що стосується володіння російською мовою, 94,4 % казахів у зазначеній віковій категорії розуміли усну російську мову, вільно читали і писали 86,1 % і 80,2 % відповідно. 97,7 % росіян розуміли російську мову, 95,7 % вільно читали, 93,5 % могли вільно писати.
Згідно з дослідженням «Мовна ситуація в Актюбінській області» (2014 року), 34,1 % опитаних респондентів — жителів Актобе вважають, що російська і казахська мови використовуються рівною мірою, 27,1 % опитаних вважало російську мову панівною без шкоди казахській мові, а частка, яка вважає, що казахська мова панує без шкоди російській мові, склала 22,9 %. Кількість тих, хто визнали переважання казахської мови на шкоду російській мові, виявилася вище (12,1 %), ніж кількість тих, хто вважає російську мову панівною на шкоду казахській мові (9,2 %). 94,6 % опитаних городян вважають, що створені всі умови для володіння і впровадження державної мови, а частка тих, хто вважає, що таких умов немає, склала 5,4 %. Частота використання казахської та російської мов в робочих колективах та навчальних закладах міста склала 47 % і 50,8 % відповідно (англійська мова — 2,3 %), що трохи відрізняється від загальнообласних показників, де переважною в цій галузі мовою є казахська (59, 5 %), а слідом іде російська мова з часткою в 39,3 % (англійська мова — 1,2 %).
За підсумками вищезгаданого дослідження, казахська мова є «рідною» для 83,3 % жителів Актобе, слідом ідуть російська (13,2 %), українська (2 %), татарська (1,1 %), німецька (0,5 %) та ін. мови. Мовою, якою вони думають, назвали казахську мову 47,2 % опитаних, російську мову — 29,9 % респондентів, а 23 % зізналися, що думають і тією, й іншою мовами. Частка респондентів, які знають казахську краще російської і російську краще казахської розподілилася приблизно порівну — 50,7 % і 45,8 % відповідно. Частка тих, хто знає казахську краще своєї національної мови, склала 2,6 %. Російською мовою в Актобе володіють 77,9 % тих респондентів, для кого російська мова не є рідною (і російською, і англійською володіють 10,8 %). Для казахської мови цей показник набагато нижче: нею володіють лише 8,1 % тих, для кого казахська не є рідною мовою (і казахською, й англійською володіють 2 %).

### Актобинська агломерація
Проєкт Актобинської міської агломерації (каз. Ақтөбе агломерациясы) має у своєму складі місто Актобе, його передмістя і низку адміністративних районів, що оточують територію міської адміністрації. Загальна чисельність населення — 541 тис. чоловік (січень 2014 року). Плани з перетворення міста Актобе в сучасний урбаністичний центр було висловлено президентом Казахстану Нурсултаном Назарбаєвим в січні 2014 року. Ще у вересні 2013 року стало відомо про плани створити в Казахстані ще два міста-мільйонера, подібних Алма-Аті і (в найближчому майбутньому) Астані.
На думку фахівців Міністерства економіки та бюджетного планування Казахстану у віддаленій перспективі демографічна «ємність» Актобинської агломерації складатиме 1,3 млн осіб. Спочатку планувалося, що до складу агломерації увійде 31 населений пункт Алгінського, Каргалинського, Мартуцького, Мугалжарського і Хромтауського районів (Хромтау, Алга, Кандиагаш тощо), але до 2014 року їхня кількість збільшилася до 46 населених пунктів в годинній доступності від Актобе.

## Економіка
Актюбінська область займає 7-ме місце (▼ 3 місця) за конкурентоспроможністю серед 16 регіонів Казахстану (2015). Область займає провідні позиції в Казахстані з продуктивності праці в машинобудуванні та сільському господарстві, регіон показує високий зріст гуртової і роздрібної торгівлі. Заплановано, що результатом державної підтримки розвитку Актобинської агломерації стане зростання валового регіонального продукту (ВРП) на 6,6 % й інвестицій в основний капітал на 20 % до 2020 року. 2015 року інвестиції в основний капітал склали 114,3 млрд, з них 65,9 % припали на власні кошти підприємств міста. Попри те, що малий і середній бізнес в Актобе розвинений відносно слабко, місто має високу привабливість для інвесторів.
За обсягом ВРП Актюбінська область посідає шосте місце серед регіонів Казахстану. Обсяг ВРП на душу населення в Актобе (2013) становить 1 490,7 тис. тенге (9 893 долларов США), що нижче середньообласних показників — 2 263,7 тис. тенге (15 023 долара США). Економічне зростання міста забезпечують прискорений розвиток індустріального комплексу, будівельної індустрії, а також сфери послуг — торгівлі і транспорту. За 9 місяців 2013 року ВРП міста досяг 1 193 256,3 млн тенге (2013 року ВРП Актюбінської області склав 1 816 346,2 млн тенге).

### Зайнятість і рівень життя
Сприяння у працевлаштуванні безробітних громадян Актобе, забезпечення інформацією про стан ринку праці і тому подібні обов'язки виконує Міський відділ зайнятості та соціальних програм.
Відповідно до звітів адміністрації міста, офіційно зареєстрований рівень безробіття в Актобе становить 0,2 % (у органах зайнятості зареєстровані 420 людей, березень 2015), що трохи нижче обласних показників — 0,3 %; водночас розраховані за методикою Міжнародної організації праці показники безробіття в області становили 4,9 %, а в цілому по Казахстану — 5 %. Варто врахувати, що на думку деяких аналітиків, дані про кількість безробітних в Казахстані можуть бути сильно зменшені.
Середньомісячна номінальна заробітна плата в місті на 2014 рік склала 110 640 тенге. Коли 2015 року було оприлюднено дані про те, що в середньому актюбінці отримують понад 100 тис. тенге в місяць, багато жителів поставилися до таких цифр скептично.
В цілому по Актюбінській області 2015 року темпи зростання інфляції виявилися нижчими середньореспубліканських показників (12,2 % проти 13,6 %). Те ж стосується цін на продовольчі товари — 10,3 % проти 10,9 % в середньому за країною. Згідно з даними Комітету зі статистики Міністерства національної економіки Казахстану про ціни на основні продовольчі товари в лютому 2015 року, ціни в Актобе ні по одному найменуванню з представленого переліку продуктів не увійшли до списку найдешевших або найдорожчих.

### Промисловість
Актобе — великий індустріальний центр, тісно пов'язаний з родовищами хроміту на схід від міста. У ньому розташовані заводи феросплавів, хромових сполук, сільськогосподарського машинобудування, рентгеноапаратури тощо. Розвинені хімічна, легка, харчова промисловості.
1930 року на південь від міста почалося будівництво одного з перших і найбільших підприємств хімічної промисловості в Казахстані — Актюбінського хімічного комбінату, біля якого потім виросло місто Алга. Після розпаду СРСР виробництво на хімічному комбінаті було призупинено і колись містоутворювальне підприємство прийшло до повного занепаду. 2018 року влада регіону прийняли рішення про повну ліквідацію комбінату. Введений в дію 1943 року Актюбінський завод феросплавів (АЗФ) став першим підприємством чорної металургії в Казахстані.
Вартість продукції підприємств міста 2014 року досягла 257,9 млн тенге (1,44 млрд доларів США) і склала 20,7 % від загальнообласних показників, що на 1,7 % нижче за показники попереднього року. На частку металургійної промисловості припадає понад 30 % від усієї виробленої в місті продукції, а на хімічну промисловість — 10,3 % від загального обсягу.
Найбільшими підприємствами міста є Актюбінський завод феросплавів, Актюбрентген, Актюбинский завод хромових сполук (АЗХС) і ряд підприємств харчової промисловості. На АЗФ проводиться 22 % феросплавів Казахстану. АЗХС є єдиним підприємством в країні, яка провадить окис хрому, хромовий ангідрид, дубильні речовини, дихромат натрію.
В Актобе розташовані великі підприємства харчової промисловості, що виробляють борошно, кондитерські і макаронні вироби, рослинна олія й іншу продукцію.
Актюбінська область і Актобе — один з чотирьох регіонів Казахстану, де зосереджено виробництво лікеро-горілчаної продукції. Місцевий виробник горілки ТОО «ГЕОМ» (Wimpex) є одним з найбільших виробників горілки в Казахстані і займає 22 % цього ринку. Виробництвом алкоголю також займаються ТОВ «Актюбінський завод шампанських вин», ЗАТ «Арай», ТОВ «Кентавр», Актюбінський лікеро-горілчаний завод «Кристал», казахсько-німецьке спільне підприємство «Омірбек» і ТОВ «Трансмарс». Компанії «Омірбек» і «ГЕОМ» кілька разів входили до списку найбільших платників податків Актюбінської області.

### Сільське господарство
На кінець 2014 року на території міської адміністрації Актобе було зареєстровано 319 сільськогосподарських підприємств, якими було вироблено продукції на 11 998,7 млн тенге (▼ 5,4 %). З них на рослинництво доводилося 4112,5 млн тенге, а на тваринництво — 7582,8 млн тенге. В цілому 2014 року ними було вироблено 4,8 тисячі тонн м'яса, 24,9 тисяч тонн молока, 121,2 млн штук яєць.
Попри виділені субсидії в розмірі 360 млн тенге, міські фермери-тваринники змогли лише задовольнити потребу актюбінців у яйцях. 2014 року фермери виробили 2,9 тис. тон м'яса і 20 тис. тон молока, тоді як потреба в м'ясі і молоці становить 20,7 тис. і 71,4 тис. тон відповідно. Однак інших видів продовольства (борошно, рослинна олія) було вироблено в декілька разів більше необхідної кількості.
На території міського акімату 2012 року було зареєстровано 32 021 садова ділянка в складі колективних садів, а також 1 101 городня ділянка в складі колективних городів. Частина так званих садівничих ділянок використовується не тільки для присадибного садівництва і городництва, а й для тимчасового (сезонного) проживання з ціллю відпочинку і як індивідуальний житловий сектор для постійного проживання; число жителів, які використовують будови на садових ділянках для постійного проживання, оцінюється в 40 тис. людей. На думку керівництва міста, дачі заважають розвитку Актобе. Оформлення дозвільних паперів на будівництво дач було призупинено, а вже наявні садові ділянки заплановано звільнити для побудови багатоповерхових будинків. У майбутньому дачні масиви розмістяться за 10-20 км від міста.

### Торгівля і сфера послуг
Основними майданчиками для торгівлі в місті довгий час залишалися ринки (базари), число яких 2014 року досягло 28. Найбільшими з них є ринки «Шигис» і Центральний ринок. Адміністрацією міста ведуться роботи по відкриттю комунальних міні-ринків для продукції місцевих виробників і садівників-дачників.
Зберігається щорічне зростання обсягу роздрібного товарообігу. Якщо 2012 і 2013 років він досяг 309,3 і 317,9 млн тенге відповідно, то 2015 року піднявся до 391,8 млн тенге.
З 2000-х років спостерігається тенденція переобладнання відкритих базарів у криті павільйони і будівництва торгово-розважальних центрів. 1998 року підприємці Байжаркінови побудували один з перших великих торгових центрів міста — «Нурдаулет». У наступні роки з'явилося ще кілька торгово-розважальних центрів: «Мега Шығыс» (2002), «Алата́у» (2007), KeruenCity (2009, в минулому — Mega Aktobe), «Aliia Bazary» (2011, в минулому — «Алия Center»), «CITY Shopping Center» (2015).
У місті наразі діють дві великі мережі супермаркетів — «Анва́р» і «Дина». Першим гіпермаркетом в Актобе став «Олжа» (6500 м²), що відкрився 2009 року. 2011 року відкрився другий гіпермаркет «Олжа», який зайняв увесь перший поверх (5500 м²) великого торгового центру, побудованого на місці ринку «Алия». Того ж року власний гіпермаркет площею 7500 м² відкрила мережу «Дина», а наприкінці 2015 року гіпермаркет з'явився й у мережі «Анвар». Гіпермаркети «Олжа», що стали першими у своєму роді не тільки в Актобе, але і в усьому Західному Казахстані, нині закрито.
Є центр гуртової торгівлі Metro Cash & Carry (з 2012) і супермаркет «Дастарха́н». Також працюють мережі дрібних продуктових крамниць («Кулинарный мир», «Рио́л» тощо), магазини побутової техніки та електроніки «Alser», «Fora», «Мечта», «Sulpak» і «Технодом».
|                   |             |                     |                       |
| Центральний ринок | MEGA Aktobe | Супермаркет «Анвар» | Торговий центр «Айна» |

### Мале підприємництво
Рівень розвитку малого і середнього бізнесу в місті залишає бажати кращого. Стримувальними чинниками є обмежений доступ до фінансування, нерозвиненість промислової інфраструктури та програм підтримки підприємництва.
2014 року кількість суб'єктів малого підприємництва в Актобе досягло 40,9 тис. одиниць (37,9 тис. у 2014), з них активних — 33,7 тис. одиниць (23,7 тис. у 2014). 2014 року податкові надходження від них досягли 94,1 млн тенге (▲ 5,6 %). 2013 року чисельність зайнятих в малому підприємництві склала 83,8 тис. осіб (▲ 2,8 %; усього в Актюбінській області — 120,2 тис.). 2014 року президент Нурсултан Назарбаєв розкритикував виконання державних програм в Актюбінській області і звернув увагу на те, що 80 % субсидованих проєктів малого та середнього бізнесу доводиться на Актобе.

### Ринок фінансових послуг
У місті діють філії багатьох найбільших казахстанських і зарубіжних комерційних банків: «Альфа-банк», «АТФБанк», «Банк ЦентрКредит», «Банк ВТБ», «Банк Kassa Nova», «Євразійський банк», «Жилстройсбербанк Казахстана», «Банк Home Credit», «AsiaCredit Bank», «Народний банк Казахстану», «Нурбанк», ДБ АТ «Сбербанк», АТ ДБ «Банк Китаю в Казахстані», «ForteBank», «Jýsan bank», «Kaspi Bank», «Bank RBK».

## Транспорт та інфраструктура
Актобе є одним з основних транспортних і транзитних осередків Казахстану. У місті перетинаються основні автомобільні дороги M-32
, А-24
, А-27
. 2013 року було завершено будівництво ділянки автодороги Західна Європа — Західний Китай в Актюбінській області. Всього на території області було прокладено 358 км доріг, з них 39,3 км доводилося на «Північний обхід міста Актобе» вартістю 12,1 млрд тенге. Будівництво цієї ділянки дозволило транзитному транспорту прямувати за своїми маршрутами, не заїжджаючи в саме місто. Очікується, що це призведе до поліпшення становища із завантаженістю міських вулиць й екологічними обставинами.
|                                   |                                          |                 |                                          |
| Перон залізничного вокзалу Актобе | Автобусна зупинка на пр. А. Молдагулової | Летовище Актобе | На перетині центральних проспектів міста |

### Автомобільний транспорт
1925 року в Актюбінську область було привезено перші чотири російських автомобіля марки «Руссо-Балт», 1933 року в Актюбінську з'явилися п'ять автомобілів загального користування. До кінця 1960-х років чисельність автомобілів в Актюбінської області досягла 20 тисяч, 2 тисяч з них належали робітникам і службовцям. 2003 року в області налічувалося 49,5 тис. легкових автомобілів, до 2013 року їхня чисельність зросла до 132,2 тис. 2001 року обсяг перевезень вантажів у місті склав 509 тис. тон. Очікувалося, що до 2008 року цей показник виросте до 650 тис. тон, а 2015 року становитиме 800 тис. тон (▲ 57 %).
Міжміське і міжнародне автобусне сполучення здійснюється з автовокзалів «Сапар» і «Експрес». Автовокзал «Експрес» розташований на околиці міста, на північ від проспекту Алії Молдагулової. З цього вокзалу вирушають далекі рейси на комфортабельних автобусах в такі великі міста Росії і Казахстану, як Санкт-Петербург (1-ша і 2-га п'ятниця місяця), Оренбург (4 рази на день), Орськ (3 рази на день), Самара, Казань (у п'ятницю та неділю), Новотроїцьке, Костанай і Астана. Автовокзал «Сапар», побудований за радянської епохи, використовується задля здійснення автобусного сполучення з населеними пунктами Актюбінської області, які не становлять туристичної цікавості. Кілька разів на день здійснюються рейси в Оренбург, Орськ і Новотроїцьке.

### Міський пасажирський транспорт
2001 року обсяг пасажироперевезень склав 12,9 млн чоловік. За розрахунками 2006 року, до 2008 року цей показник мав вирости до 16,4 млн осіб (▲ 27 %), а до 2015 року досягти 20 млн осіб. З 1927 року в місті діє автобусна система, яка на сьогоднішній день налічує півсотні маршрутів і більше 300 автобусів різної місткості. За словами керівництва міста, така кількість автобусів недостатня для нормального функціонування громадського транспорту.
За даними на 2015 рік, вартість проїзду в громадському транспорті в Актобе вважалася однією з найнижчих в Казахстані. Середньомісячного доходу актюбінців 2011 року вистачало на 693,69 поїздки в громадському транспорті (671,8 в Астані та 579,22 в Алма-Аті). З жовтня 2018 року ціна на проїзд в автобусах усіх типів становить 80 тенге (0,2 долара США).
1982 року було введено в дію тролейбусну мережу, яка в кращі роки мала 150 тролейбусів. Актобе став п'ятим містом Казахстану, в якому з'явилося тролейбусний рух. У 2000-ті роки чисельність тролейбусів поступово знижувалася (до часу закриття їх залишилося всього п'ять), а 2013 року тролейбусна система припинила своє існування.
У місті діють 30 зареєстрованих служб таксі, парк автомобілів яких налічує 300 одиниць (2012). Ціна на проїзд коливається в межах 300—500 тенге. Крім офіційних служб, перевезенням пасажирів займаються численні приватні перевізники без ліцензії. Вживаються заходи з боротьби з незаконним перевезенням, порушників штрафують і беруть на облік. Останніми роками набули поширення сервіси онлайн-замовлення таксі за допомогою додатків для смартфонів («Яндекс.Таксі», «InDriver» тощо).

### Залізничний транспорт
Актобе є одним з великих залізнично-автодорожніх вузлів. Залізничний вокзал Актобе було збудовано 1975 року (старий вокзал, побудований 1905 року, було знесено). Згідно з новим генеральним планом міста, вокзал заплановано перенести в район Москва.

### Авіаційний транспорт
Аеропорт в місті з'явився 1933 року. Спочатку будівлею для летовища служив самотній будиночок у відкритому степу. Зліт і посадку легких літаків По-2 і Як-6, що здійснювали рейси в Уральськ, Кустанай і віддалені районні центри, здійснювалися з трав'янистого поля.
Сучасне міжнародне летовище міста знаходиться на південно-західній околиці Актобе, за 3,5 км на південь від залізничної станції. Аеродром Актобе 1-го класу, здатний приймати більшість типів літаків, включаючи Іл-86, Боїнг 727—200 й Ан-124 (за дозволом дирекції), а також вертольоти усіх типів. Аеропорт міста знаходиться на п'ятому місці за вантажообігом в країні. Очікується, що після будівництва нового транспортно-логістичного центру вартістю 150 млн доларів, аеропорт займе третє місце за цим показником.
Всього аеропорт Актобе обслуговує 5 завантажених авіаліній в напрямку Москви, Астани, Алма-Ати, Атирау та Актау. В місяць аеропорт приймає близько 130—160 літаків, пасажирообіг 2013 року склав 298 тис. людей. Місто є одним з трьох регіональних центрів управління польотами в Казахстані і польоти над Атирауською, Кизилординською, Мангістауською і Західно-Казахстанською областями управляються диспетчерами з Актобе.

### Велосипедний транспорт
З кожним роком їзда на велосипедах набирає популярність у жителів Актобе, але окремих велосипедних доріжок в місті замало — велосипедисти змушені пересуватися тротуарами поруч з пішоходами, оскільки їзда на проїжджій частині разом з автомобілями небезпечна. Міщани мають можливість пересуватися не тільки на своїх велосипедах, а й на орендованому двоколісному транспорті; гаразд, що з ростом популярності велосипедів з'явилися підприємці, які здають в оренду цей вид транспорту. Згідно справленому генеральному плану міста, перші окремі велодоріжки повинні були з'явитися 2017 року уздовж проспекту Абілкайир-хана і в парку ім. Першого Президента. 5 липня 2014 року на перетині проспектів Санкібай-батира й Алії Молдагулової відкрився сквер з першою в місті велосипедною доріжкою.

### Вулично-дорожня мережа
Довжина автомобільних доріг в місті становить 651 км, з них 300 км мають асфальтобетонве покриття (2019). За даними на 2016 рік, 59,3 % автодоріг (369,9 км) перебувають в задовільному стані, 40,4 % (251,1 км) в незадовільному.
Всього в місті на сьогоднішній день (2013) налічується 626 вулиць, з них 163 оснащені вуличним освітленням (2016). Основна частина вулиць не призначена для проїзду великої кількості автомобілів. За первинними розрахунках інтенсивності руху в 1 тис. автомобілів на добу, фактична інтенсивність складає близько 40 тис. автомобілів на день. Труднощі із заторами посилює повільність дорожньої поліції — учасникам дорожньо-транспортних пригод доводиться годинами чекати автоінспекторів, заважаючи дорожньому руху.
Для вирішення проблем з заторами на автошляхах міста ведуться роботи з розширення вулиць і будівництва окремих правих поворотів на завантажених ділянках. Щороку на ремонт асфальтового покриття доріг виділяються значні кошти з міського бюджету (2,77 млрд тенге виділено на 2020 рік), але через відсутність систем зливової каналізації на більшості вулиць, дороги швидко приходять в непридатність.
Найдовший міст Актобе (453 м) було споруджено 2014 року, який з'єднав 11-й мікрорайон міста і район Курмиш. Інші великі мости з інтенсивним автомобільним рухом розташовані в районі Сільмаш і біля 5-го мікрорайону. Міст на Сільмаші, побудований ще 1972 року, заплановано знести і побудувати на його місці 139-метровий міст з 4-смуговим рухом.

## Житлово-комунальне господарство і міський благоустрій

### Житловий фонд
Житловий фонд міста складається з 1615 багатоквартирних житлових будинків (2015). Типовими будинками Нового міста є 4- і 5-поверхові хрущовки. Рідкішими типами будинків є 2-5-поверхові сталінки і 9-10-поверхові брежнєвки, побудовані в пізній радянський час. Хрущовки здебільшого розташовані уздовж проспектів Абілкайир-хана і Есет батира, в 5 і 8 мікрорайонах, в районі хлібокомбінату. Сталінки розташовані в районі Центрального ринку і Жилгородка, а сучасні багатоповерхові будинки (від 10 до 25 поверхів) переважно розташовані в 11-му і 12-му мікрорайонах, в мікрорайоні «Болашак», Авіамістечку і споруджуваному районі Нур-Актобе. Основним видом житла в районах Шанхай, Курмиш і Москва є одноповерхові житлові будинки і котеджі. До 2006 року земельні ділянки в межах міста видавали без урахування генерального плану міста. Через це деякі будинки було побудовано на місці майбутніх шкіл і доріг. Такі «помилки» виправляються шляхом судових позовів з власниками.
За відомостями міського акімату, в капітальному ремонту потребують близько 30 % житлового фонду міста. Реалізується державна програма з осучаснення житлово-комунального господарства і до 2015 року планувалося знизити частку таких будинків до 20 % від загального числа.
|              |                 |                 |
| район Москва | 12-й мікрорайон | 11-й мікрорайон |

### Електропостачання
Електропостачання споживачів міста Актобе здійснюється централізовано від мереж 110-35 КВт, які перебувають на балансі ТОВ «Актобеэнергоснаб», яке постачає електрикою всю Актюбінську область. «Актобеэнергоснаб» було утворено 2004 року шляхом поділу Актюбінської регіональної електромережної компанії (РЕК) відповідно до 1 пункту статті 25 Закону Республіки Казахстан «Про електроенергетику».
Місто має у своєму розпорядженні власні енергетичні потужності, зосереджені на ВАТ «Актобе ТЕЦ» і ВАТ «Ферохром». Сумарна встановлена потужність станцій становить 207,8 МВт. У веденні «Актобеэнергоснаб» знаходяться кілька підстанцій: Актюбінська-Саздинська, Гормолзавод (ГМЗ) та Ілецька. Актюбінська-Саздинська підстанція діє з 1969 року, її мережі охоплюють 80 % міста. 2014 року в експлуатацію було введено 124,6 км мереж електропостачання. Згідно з генеральним планом міста, заплановано замінити застаріле обладнання на Ілекській підстанції (заміна трансформаторів 2×20 МВА на 2×25 МВА), побудувати підстанцію 110/10 кВ «Батыс» потужністю (2×10 МВА) для електропостачання споживачів однойменного житлового масиву. Намічається розширення підстанції 35/10 кВ «Новый» і «Кирпичный завод» і заміна чинних трансформаторів на підстанції «Каргалинская».

### Водопостачання і каналізація

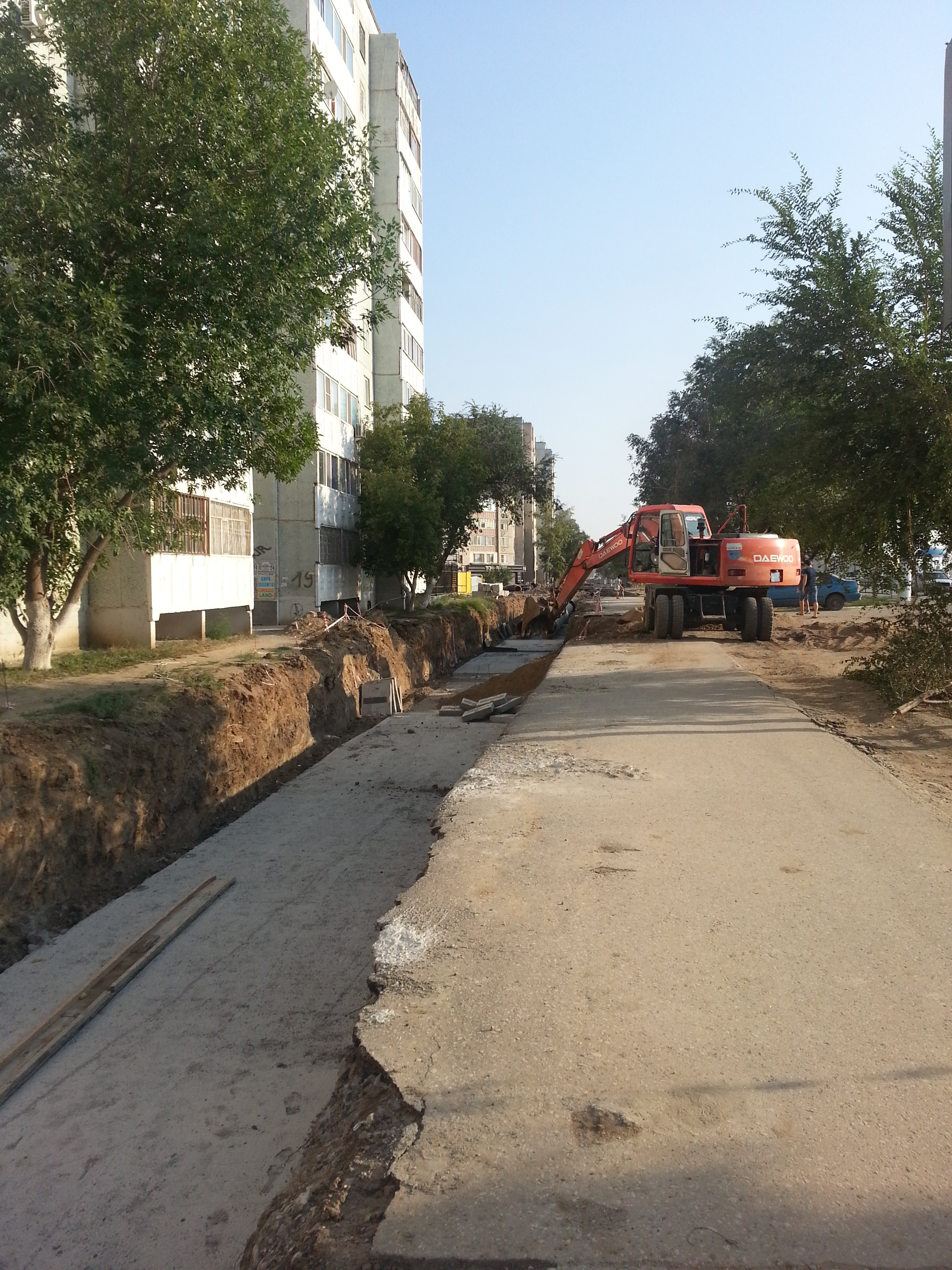
Ремонт водопровідних мереж в 11-му мікрорайоні міста влітку 2014 року

Наразі (2013) водопостачання Актобе здійснюється з Ілекського (правобережний і лівобережний), Тамдинського, Верхньо-Каргалинського і Кундактикирського водозаборів, з яких в місто щодоби надходить 90 тис. м³ води. Через зношеність водопровідних мереж аж до недавнього часу губилося близько 40 % всієї видобутої води (3 млн м³ на рік). У рік проводиться заміна 4-5 км труб в місті, на повну заміну водопровідних мереж потрібно 80 млрд тенге.
На підприємстві АТ «Акбула́к», яке займається забезпеченням міста питною водою і відведенням-очищенням стічних вод, трудиться 1137 чоловік. Загальна протяжність водопровідних мереж складає 814,4 км, а довжина каналізаційних мереж дорівнює 482,79 км. У межах реалізації «Дорожньої карти» 2009 року на ремонт і відновлення систем водопостачання та водовідведення міста було виділено 4 млрд тенге. Заплановано замінити 43,5 водопровідних мереж, з них 19 км припадає на Кундактикирській водогін.
Загальне споживання води питної якості 2006 року склала 55 895 м³ на добу, 2015 року цей показник мав досягти позначки 109 010 м³ на добу. Обсяги водовідведення по місту 2006 року склали 62 227 м³ на добу.
Застаріла каналізаційна система (339 з 482 км мереж зношені), основну частину колекторів якої було побудовано в 1950-1960-ті роки, 2013 року було визнано екологами основною причиною забруднення повітря в місті. Райони Акжар, Акжар-2, Кизилжар, Жилянка, Жастар, Бауирластар, приватні будинки в районах Гормолзавод, Шанхай, селище Цегельне (рос. Кирпичное), Москва не під'єднані до системи центральної каналізації. Через це 5,6 млн м³ стоків щорічно надходять в міську каналізацію без попередньої очистки, що і є причиною забруднення повітря. 2020 рік призначений датою, коли будуть вирішені проблеми з фінансуванням оновлення каналізаційних мереж. На 2013 рік близько 20 тис. абонентів ще не мали доступу до каналізації.

### Зливова каналізація та дренажна система

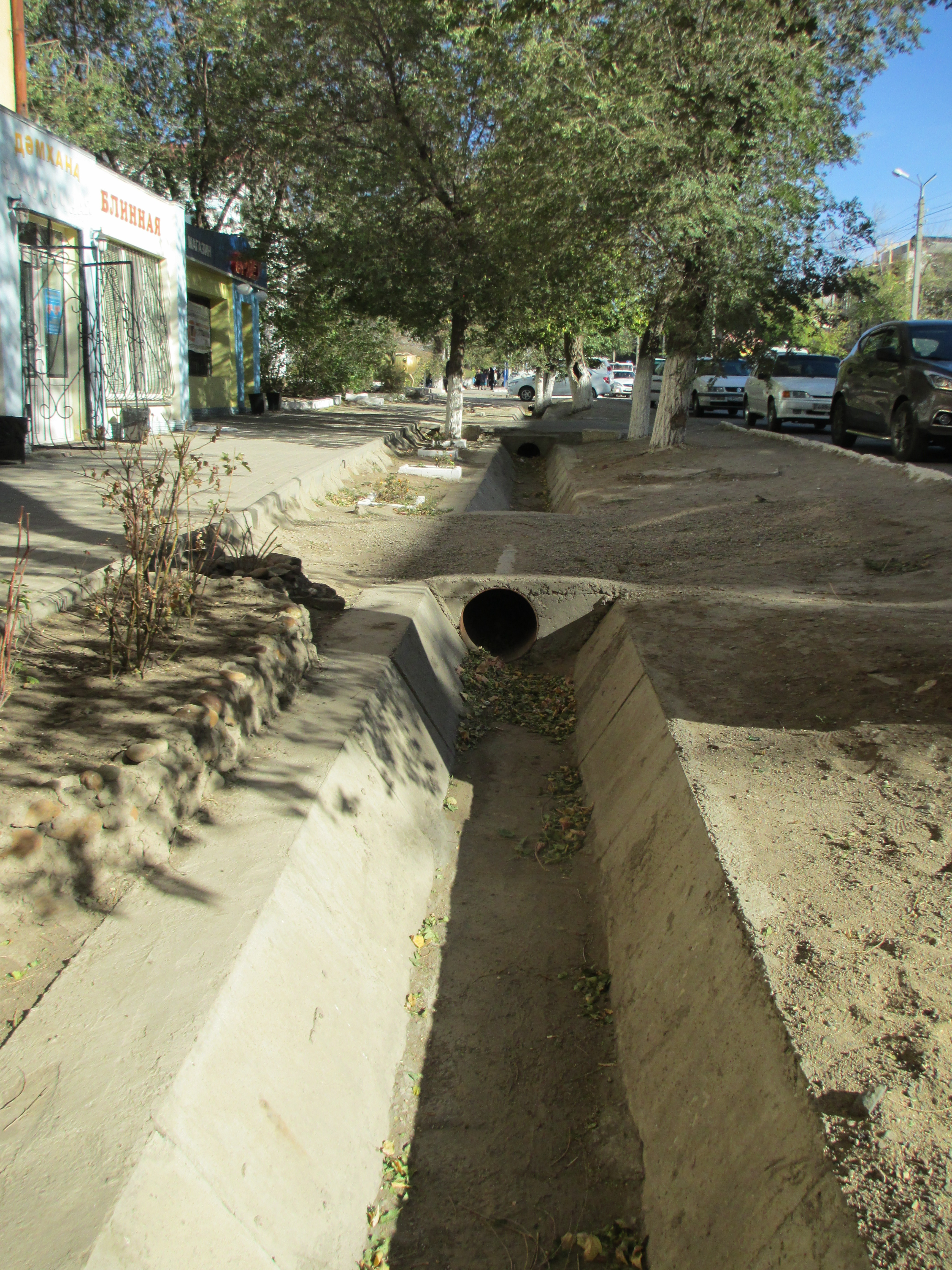
Зливова каналізація у старому місті

У зв'язку з тим, що в більшій частині міста немає стічних комунікацій, мало ариків і місць для збору води, під час тривалих дощів, особливо у весняний період, багато жителів міста мають проблеми із затопленням вулиць і будинків. Найнебезпечнішими в цьому плані є вулиці Краснощекова, Озерна, Некрасова, Алтинсаріна, Заводська та інші. На деяких вулицях було побудовано стічні системи і зливоскиди, але через відсутність належного догляду вони забиваються сміттям і не діють.
Під час повіддя можливі повені в заплаві річки Ілек. Утім, в зоні небезпечного впливу паводків проживають понад 1,4 млн казахстанців. Для захисту території міста, розташованої в заплавній частині, від затоплення паводковими водами, генеральним планом міста намічені заходи щодо підвищення відміток території ділянок забудови, а також часткове підвищення відміток наявної дороги, прокладеної вздовж річища. Вигідні ділянки дороги, які намічено прокласти з боку річки на нових майданчиках забудови, з метою захисту від затоплення пропонується виконати у насипу.
Підтопленню ґрунтовими водами схильні райони Москва, Курмиш, Гормолзавод, 11-й і 12-й мікрорайони, проєктована територія, яка розташована в заплаві річок Ілек і Каргали. Водозниження на розглянутих місцинах здійснити за допомогою будівництва вертикального дренажу.

### Прибирання снігу
При нормі опадів в 45 мм, в Актобе майже щороку кількість палого снігу перевищує норму в два і більше разів. 1997 року норма була перевищена на 278 %, 1998 року — на 233 %, а в 2007 і 2014 роках на 254 %. Через велику кількість снігу висока ймовірність затоплення міста паводковими водами. Обсяг вивожуваний з Актобе снігу в ході протипаводкових заходів зростає з кожним роком. До весни 2014 року був вивезено рекордну кількість снігу — 200 тис. тон.
Прибиранням снігу на вулицях міста займаються 11 спеціалізованих підприємств. 2015 року на ці цілі було виділено 92,6 млн тенге, кількість залученої спецтехніки (автогрейдери, навантажувачі, КамАЗи) досягло 250 одиниць (180 одиниць в 2014). Першою чергою від снігу очищаються центральні вулиці з інтенсивним рухом. Усього у веденні підприємств знаходяться близько 200 вулиць площею 3,4 млн м². Взимку 2015 року на території полігону для твердих побутових відходів діяв один сніговий полігон, ще два додаткових полігонів було споряджено у селищі Акжар-2 і в напрямку Ново-Альджанського млинкомбінату.

### Газопостачання
Газифікація міста почалася в 60-х роках XX століття. До 1967 року природним газом користувалися кілька підприємств Актобе. На сьогоднішній день газом забезпечені майже всі багатоквартирні і приватні житлові будинки міста. Труднощі з газопостачанням переважно відчувають жителі довколишніх селищ на території міської адміністрації. 2014 року до ладу було введено 34,8 км мереж газопостачання.
Газопостачанням Актобе займається монополіст АТ «КазТрансГаз Аймак», дочірня компанія національного оператора у галузі газу та газопостачання — АТ «КазТрансГаз».

### Теплопостачання
Головним оператором-постачальником тепла та гарячої води в будинки і підприємства міста є АТ «Трансэнерго», яке здійснює свою діяльність протягом більше 40 років. Усього послугами «Трансэнерго» користуються 76 279 абонентів (з них 1994 — юридичні особи). У веденні організації знаходяться 210 км магістральних та розподільчих теплових мереж (з них у заміні потребують 140 км), 21 котельня, 6 насосних станцій та 79 групових пунктів.
Основним джерелом тепла в місті є Актюбінська ТЕЦ (АТ «Актобе ТЕЦ») потужністю 1139 Гкал. Окрім того, є 90 промислових і комунальних котелень, а також автономні системи опалення й опалювальні печі. Райони нового будівництва котеджного типу забезпечуються теплом від автономних джерел тепла. Райони індивідуальної забудови забезпечуються пічним опаленням на газовому паливі. Райони нового багатоповерхового будівництва потребують прокладання нових теплових мереж із заміною головних ділянок наявних теплових мереж. В майбутньому заплановано повністю осучаснити чинну ТЕЦ.
Основною проблемою опалювальних систем міста є розбалансування внаслідок переобладнання мешканцями будинків внутрішньоквартирних мереж опалення та гарячого водопостачання, а також халатне ставлення голів КСК і кондомініумів до підготовки внутрішньобудинкових мереж.

### Вивіз і переробка сміття

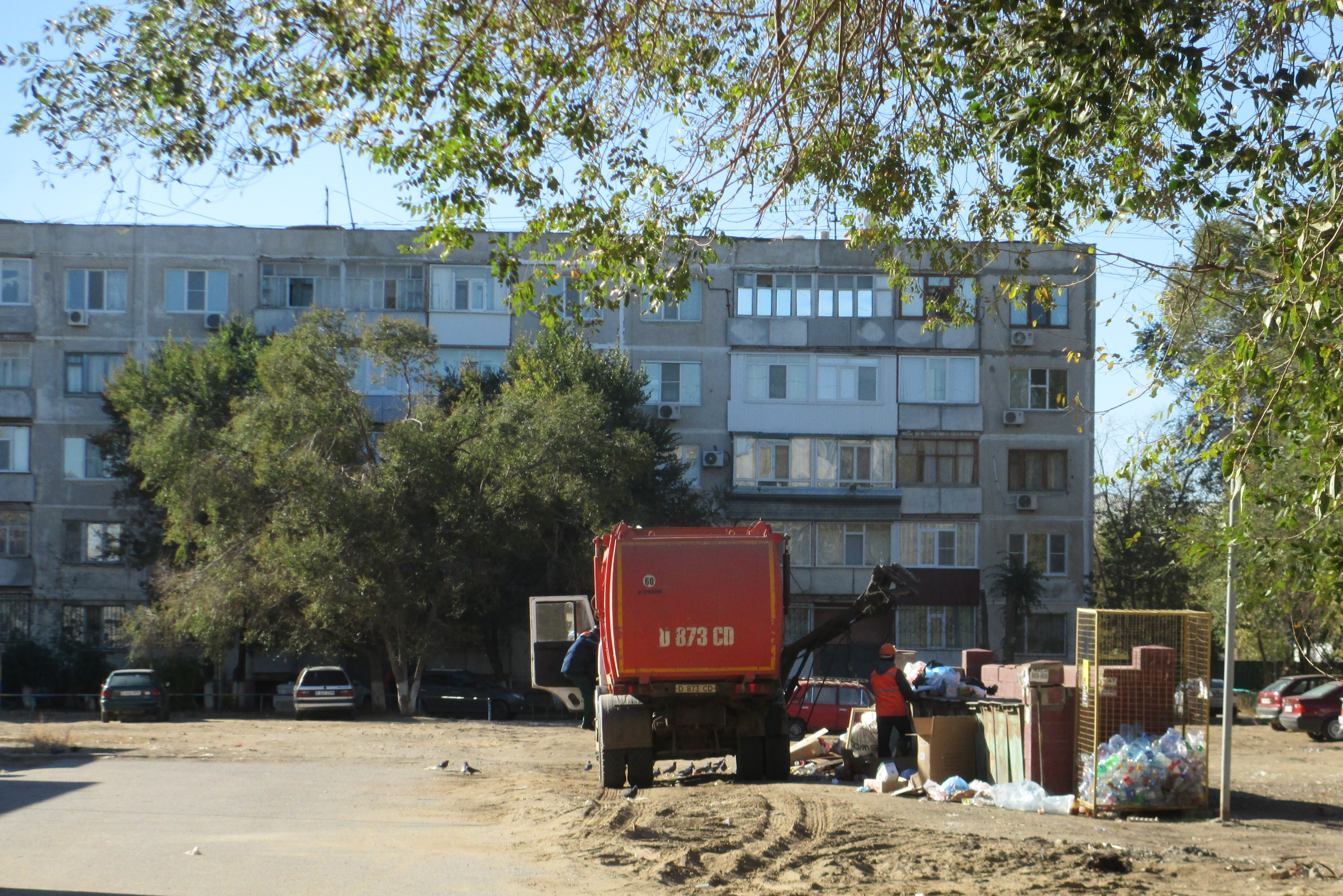
Вивіз сміття в Актобе

Тривалий час вивезенням сміття на території міста займалися дві організації: ТОВ «Таза кала» й «Акжол ЛТД». 2018 року ТОВ «Таза кала» було ліквідовано, а ТОВ «Акжол ЛТД» припинило надавати послуги населенню. Замість них до збирання сміття мали приступити десять інших товариств: ТОВ «УК 19», ТОВ «УК 1», ІП «Султанов С. К.», ТОВ «УК 5», ТОВ «Тама», ТОВ «УК 27», ТОВ «Нур-Ком 2020», ТОВ «Агрофирма „Коквест“», ТОВ «Neo Plus» і ТОВ «УК 30». Однак вони виявилися не в змозі забезпечити своєчасне вивезення твердих побутових відходів і незабаром у дворах актюбінців почали виникати стихійні звалища. Сміттєвий колапс в Актобе тривав кілька місяців.
За даними центру «Сприяння сталому розвитку», на старому полігоні накопичилося вже 3 млн тон сміття і, попри відкриття нового полігону 2007 року, проблема утилізації відходів є актуальною для міста. Відсоток перероблюваного сміття усе ще є низьким і становить 7–8 %.
Сміття з тих районів, де передбачені спеціальні контейнери, вивозиться протягом 3 діб при від'ємній температурі і 1 дня — при нормальній. Сміття з т. зв. «приватного сектора» вивозиться за встановленим графіком на сміттєвозах шляхом обходу вулиць.
Щовесни адміністрація міста організовує «двомісячник з благоустрою» (1 квітня — 31 травня), в якому беруть участина державні установи, вузи і приватні підприємства. Метою двомісячника є очищення міста і сільських округів міської адміністрації від скупченого за зиму сміття і стихійних звалищ. У цей час здійснюється безкоштовний прийом сміття на полігонах. 2013 року в період двомісячника на полігон надходило 300—400 тон відходів, 2014 року кількість сміття зросла до 400—500 тон на день. Загалом 2014 року було вивезено 17 608 тон сміття.

### Кладовища
Незабаром після появи перших поселенців в Ак-Тюбе виникли і перші кладовища: цвинтар біля східного підніжжя малого пагорба, «залізничний» цвинтар на місці в'язниці і цвинтар за Оторвановкою. Було і мусульманське кладовище (розташування невідоме).
На сьогоднішній день в місті є тільки одне чинне кладовище біля селища Цегельне, а кладовища в районі Гормолзаводу, Шанхая і ВОХРу законсервовані і не обслуговуються. Крім перерахованих, у місті також розташовано поховання німецьких військовополонених, опікуване посольством Німеччині. Усі кладовища знаходяться в жалюгідному стані, на їхній території виникли стихійні звалища, є проблеми з нумерацією «вулиць» некрополя, немає регулярних автобусних маршрутів. Заплановано, що кладовище в районі Цегельного буде закрито, а ділянку для нового кладовища площею в 200 га виділять в районі у сторону Родниківки. Точна дата відкриття нового кладовища невідома.

### Озеленення

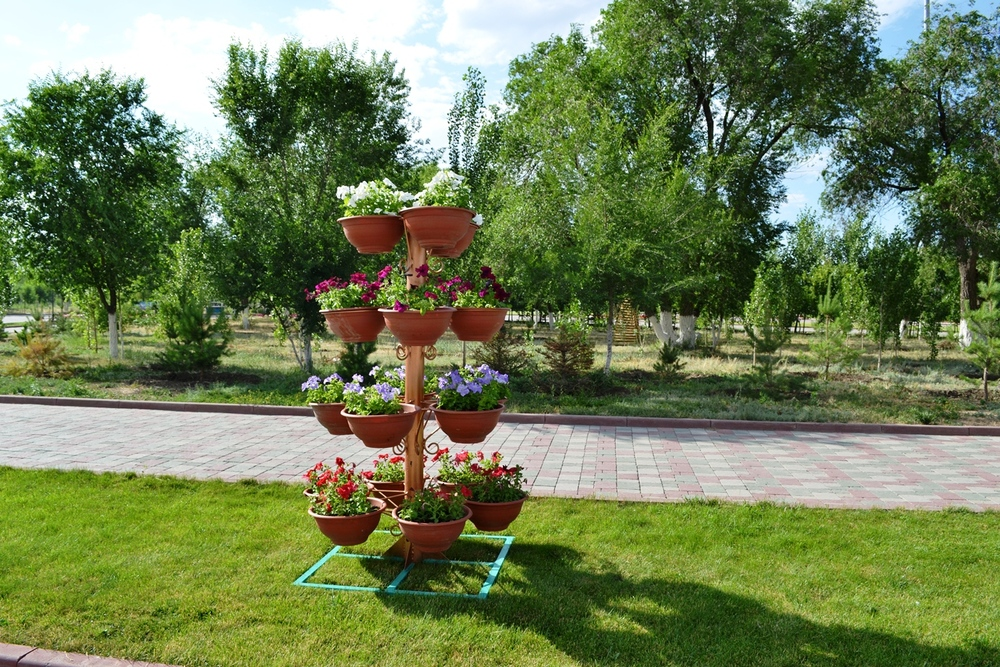
Кашпо з квітами в одному з парків міста

Озеленення міста, у зв'язку з дедалі більшим впливом підприємств хімічної промисловості і металургії на здоров'я населення, названо найважливішою складовою розвитку Актобе. За радянських часів навколо міста щорічно висаджувалися дерева для створення «зеленого пояса», який би захистив Актобе під час зимових буранів і літніх пилових буревіїв. Жителям приватних будинків видавалися саджанці для посадки на прилеглій території.
Адміністрація міста щорічно виділяє значні кошти на озеленення, але нерідко ці заходи ні до чого не приводять, а висаджені дерева незабаром гинуть через неякісне догляд. Основним шкідником дерев в місті є в'язовий листоїд. 2009 року планувалося посадити близько 50 тис. саджанців різних порід дерев (тільки 20 % з них коштом бюджету, решта — за кошти спонсорів), на ці цілі було виділено 15 млрд тенге. З кінця 2000-х років ведеться паспортизація дерев по всьому місту.
2011 року було оголошено про плани посадити 1 млн дерев по всій Актюбінській області, з них 434 тис. планувалося посадити навесні і 200 тис. восени в самому Актобе. За словами директора філії НДІ лісового господарства Мурата Утешкалієва, 90 % дерев Актобе є суховершинними і скоро загинуть, потужностей місцевих розплідників для забезпечення міста саджанцями бракує, а привізні дерева не витримують Актюбінський клімат. У радянський добу в області висаджувалось 1,5 тис. га лісу на рік, а зараз — лише 350 га.
За даними на 2015 рік, здійснювалося поточне утримання 27 тис. дерев, 16 тис. м² квітників, 7,8 га газону і 487 погонних метрів живоплоту.

## Культура

### Музеї
Усього в місті є шість музеїв. Найстаріший з них — Актюбінський обласний історико-краєзнавчий музей було відкрито 1929 року на базі шкільного музею і вважається однією з визначних пам'яток Актобе. Меморіальний музей Алії Молдагулової, відкриття якого відбулося 22 квітня 1985 року, розташований на однойменному проспекті, поблизу меморіального комплексу Молдагулової і Алеї героїв. Музей «Руханіят» було відкрито 2011 року на цокольному поверсі мечеті Нур Гасир. Його діяльність спрямована на «здійснення науково-просвітницької, науково-дослідної та освітньої діяльності». Музей художнього і декоративно-прикладного мистецтва з 12 листопада 2013 року розташовується на центральному проспекті міста, в колишньому будинку ЗАГСа.
|                                                                    |                                                      |  |
| Історико-краєзнавчий музей \| Меморіальний музей Алії Молдагулової | Музей художнього і декоративно-прикладного мистецтва |  |

### Театри та філармонії
В Актобе налічується два професійних театра. Найстаріший з них — драматичний театр ім. Т. Ахтанова було засновано на базі драматичного гуртка залізничників 1935 року за пропозицією народного комісара Темірбека Жургенова, а 1997 року театру надали ім'я казахсько-радянського письменника Тахаві Ахтанова, який був вихідцем з Актюбінської області.
Також є дитячий ляльковий театр «Алақай», а обласний театр естради та мініатюри «Екі езу» став третьою трупою в театрі ім. Ахтанова. Обласну філармонію було засновано 1944 року, а 2004 року їй було виділено будівлю Будинку культури хіміків. 2009 року було відкрито Будинок дружби, метою якого є розвиток культур, національних традицій і рідних мов усіх націй регіону. У Будинку дружби розташовані концертна зала на 300 місць, урочиста зала і зала хореографії, конференц-зала, виставкова та студія звукозапису.
|                                                     |                             |  |
| Театр драми ім. Т. Ахтанова \|Театр ляльок «Алақай» | Філармонія ім. Г. Жубанової |  |

### Бібліотеки
У місті є 18 бібліотек. Центральна бібліотека імені Ломоносова розташована на вулиці Жангельдина і має 5 філій в різних частинах міста, серед яких дитяча бібліотека імені Самуїла Маршака, і 6 філій у селах міської адміністрації. Бібліотечна система знаходиться у веденні міського відділу культури і розвитку мов. У бібліотечному фонді є літературні твори російською, німецькою, англійською та французькою мовами.

## Розваги і відпочинок

### Міські свята та фестивалі
Щорічно 28 травня святкується День міста (каз. Қала күні). В парку імені Першого Президента, водно-зеленому бульварі Єдності і Згоди, парку імені О. С. Пушкіна, обласній філармонії імені Г. Жубанової, Палаці студентів й інших майданчиках організовуються різні культурні заходи.
Щороку 1 травня на честь урочистого відкриття літнього сезону фонтанів під назвою «Субұрқақтиң шашуи» (укр. Бризки фонтану) адміністрація міста організовує святкові заходи.
У 2001—2008 роках під керівництвом фронтмена групи «Адаптація» Ермена Ержанова в місті проводився фестиваль незалежної музики «Суховій», на який приїжджали безліч гостей з країн СНД. Після його закриття кілька разів було організовано подібний фестиваль під назвою «Індикатор». 2015 року було оголошено про відновлення «Суховію»".

### Кінотеатри

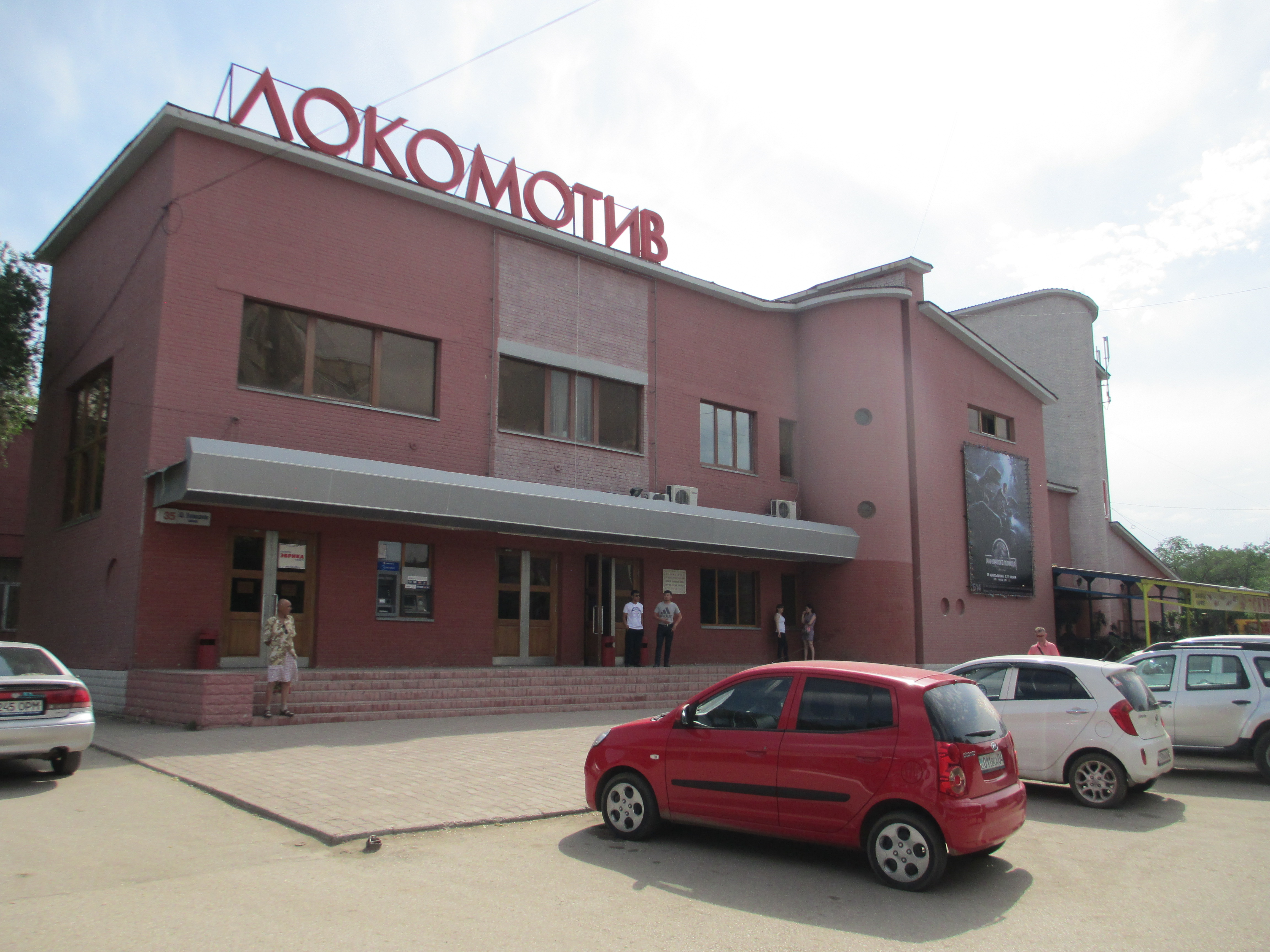
Кінотеатр «Локомотив»

У дореволюційному Актюбінську був один кінозал (один з 13 кінозалів на території Казахстану). За часів СРСР в місті були відкриті кінотеатр и «Жулды́з» (1967; бувши. «Октябрь»), «Мир» (1985), «Казахстан» (1961; перший широкоекранний кінотеатр), «Спутник» (1965), «Пионер» (кол. «Культфронт») і «Культпоход», а в парку імені О. С. Пушкіна був літній кінотеатр. У роки незалежності на місці кінотеатру «Жовтень» було збудовано торговий центр «Айна», а кінотеатр «Мир» було перетворено в однойменний бізнес-центр. Така ж доля спіткала й інші кінотеатри.
2002 року в будівлі Будинку культури залізничників, побудованого 1928 року та що входить у список пам'яток історії та культури Казахстану, відкрився перший кінотеатр Актобе пострадянського періоду — «Локомотив». 2009 року в торгово-розважальному центрі KeruenCity (колиш. MEGA Aktobe) було відкрито 7-зальний кінотеатр-мультіплекс «Кинопарк».

### Парки розваг
У період існування СРСР на території парків «Авіатор», Центрального ім. Леніна (суч. ім. Першого Президента) та ім. О. С. Пушкіна було відкрито парки розваг з різними атракціонами. Наразі в парку ім. Пушкіна є близько 20 атракціонів, ще 10 сучасних атракціонів встановлено в містечку «Ак бота» на території парку.
У минулому щоліта в місті відкривався луна-парк. У 2010-ті роки в рамках загальної відбудови Центрального парку Актобе, який було перейменовано на честь Нурсултана Назарбаєва, застарілі атракціони, зокрема і колесо огляду, було розібрано. Замість них збудували центр розваг «Капітан „Бриг“» вартістю 10 млн доларів, на території якого встановлено каруселі і американські гірки, а в головному павільйоні площею 1150 м² розміщені дитячі ігрові атракціони. «Капітан „Бриг“» відрізняється відносною дорожнечею квитків на платні атракціони і малою кількістю безкоштовних розваг.
Розважальні центри для дітей розташовуються у дворі торгового центру «Нурдаулет» і всередині MEGA Aktobe. У розважальному центрі «Happylon» в MEGA площею 2200 м² встановлено близько 130 атракціонів й ігрових автоматів, а на дитячому майданчику біля «Нурдаулетов», окрім традиційних гірок й атракціонів, близько 10 років (до 2016 року) проіснував єдиний в місті міні-зоопарк.

### Пляжі
2012 року в Актобе налічувалося 5 пляжів, до 2013 року їхнє число зросло до 7. Пляжі міста розташовані на березі річки Ілек, а також біля Актюбінського і Саздинського водосховищ. Плата за вхід на пляж різниться від 100 до 1,5 тис. тенге. Купальний сезон відкривається 1 червня. До відкриття сезону співробітники водно-рятувальної служби обстежують акваторії, вичищають їх від небезпечного сміття і розставляють попереджувальні знаки біля місць, небезпечних для купання. Власники зобов'язані забезпечити пляжі медичними пунктами і повинні організувати чергування не менше трьох рятувальників.
2012 року на пляжі «Жагажай» було виявлено кишкову паличку. Фахівці з санітарно-епідеміологічного нагляду радили жителям міста не ковтати річкову воду через небезпеку заразитися кишковою інфекцією, вірусним гепатитом A, дизентерію, сальмонельоз та іншими інфекційними хворобами.

## Пам'ятки

### Архітектура

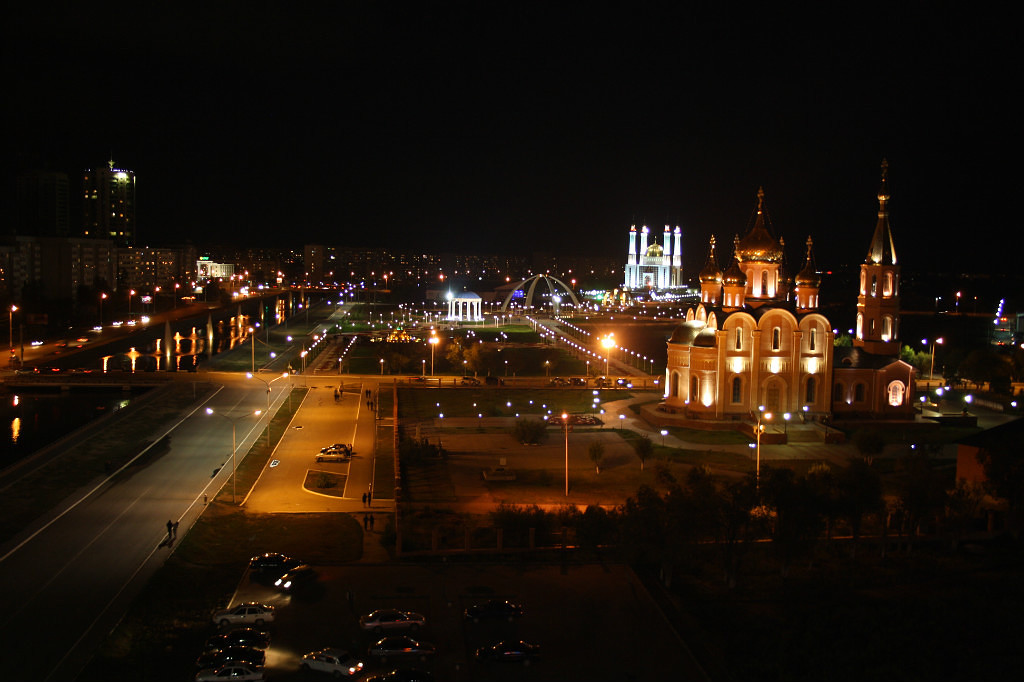
Середмістя сучасного Актобе — водно-зелений бульвар Єдності і Згоди

Після того, як території сучасного Казахстану було приєднано до Російської імперії, через необхідність в опорних і торговельних точках з'явилося безліч міст, одним з яких став Актобе. В архітектурі міст Південного Казахстану простежується вплив середньоазійських ханств, а поселення на заході і північному заході являли собою типово російські провінційні міста. Ці міста забудовувалися на основі генеральних планів, складених російськими топографами. Перший генеральний план Актобе було розроблено 1874 року.
Архітектурі Актобе властива еклектичність — новобудови сусідять з будинками, побудованими за радянського часу, зрідка зустрічаються будівлі, що збереглися з дореволюційних часів. Одне з найстаріших будівель міста — російсько-киргизька жіноча школа, побудована 1894 року, розташована на вулиці Айтеке бі. Сьогодні ця будівля займає ресторан «Шахрізада». Будівля колишнього Будинку культури залізничників (нині — кінотеатр «Локомотив»), побудований 1928 року в конструктивістському стилі, входить у список пам'яток історії та культури Казахстану республіканського значення.

### Пам'ятники та монументи
У місті розташована велика кількість іменних пам'ятників, пам'ятних дощок, великих і малих скульптурних подоб, монументів і меморіалів. Тільки за роки незалежності Казахстану в Актобе було споруджено 28 пам'ятників, монументів і пам'ятних комплексів. Має місце справжній культ знаменитої снайперки Алії Молдагулової — побудовано меморіальний комплекс і пам'ятник, в її честь названо один з центральних проспектів, відкрито персональний музей. Пам'ятник Алії Молдагулової (1960) і погруддя льотчика-космонавта Віктора Пацаєва (1976) входять до числа пам'яток історії та культури Казахстану республіканського значення.
Одним з примітних пам'ятників є 19-метровий гранітний Обеліск Слави з вічним вогнем, присвячений борцям за встановлення Радянської влади і загиблим у німецько-радянську війну. 1983 року навпроти нього, на головній площі міста було відкрито пам'ятник В. І. Леніну (через це обеліск було переміщено на інше місце), який потім поступився місцем пам'ятнику хану Молодшого жуза Абулхайру скульптора Е. Сергебаєва.
2008 року в місті відбулося урочисте відкриття пам'ятника героям трилогії Абдіжаміла Нурпеїсова «Кров і піт» — першого пам'ятника в Казахстані, присвяченого літературним персонажам.
|                                                                |                          |                       |  |
| Пам'ятник Абулхайр-хану \|Пам'ятний комплекс Алії Молдагулової | Погруддя Віктора Пацаєва | Монумент Незалежності |  |

### Парки та бульвари

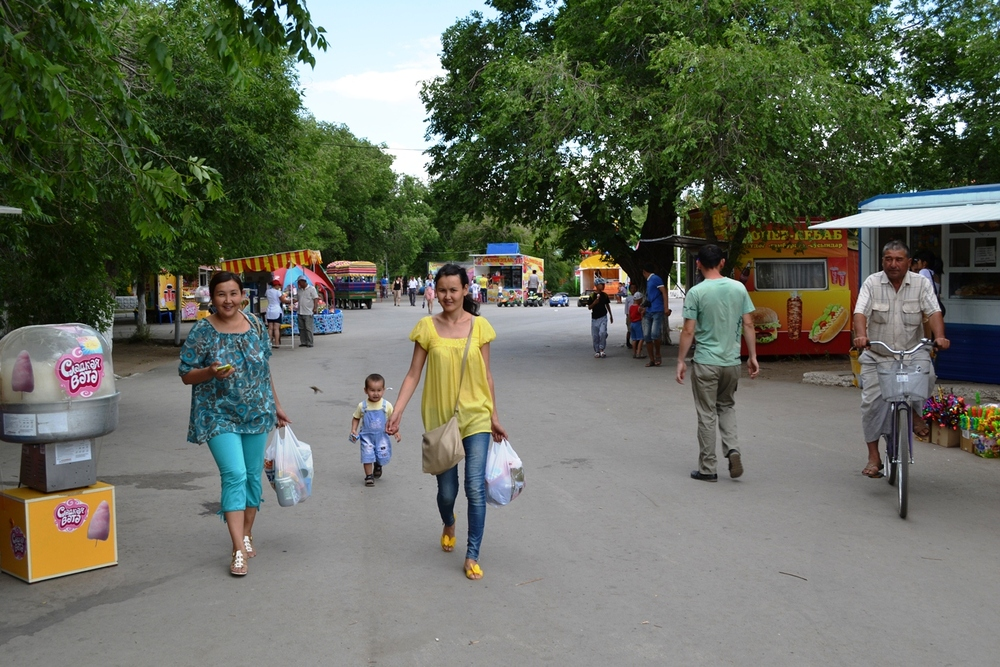
Відвідувачі парку імені О. С. Пушкіна

В місті розташовано шість парків. Парк імені О. С. Пушкіна була закладено в 1887—1890 роках і він є найстарішим парком Актобе. У 1980-ті роки в місті з'явилося кілька нових парків, один з них — Парк імені Першого Президента Республіки Казахстан, який в минулому називався спочатку в честь Леніна, а потім Абая. Коли 2010 року було ухвалено рішення про перейменування парку на честь президента Казахстану, на перебудову та опорядкування цього парку було виділено 1 млрд тенге. У 2000-х роках біля колишнього Будинку культури залізничників міськими підприємцями було відкрито парк «Ретро».
2009 року (до 140-річчя міста) було побудовано новий водно-зелений бульвар Єдності і Згоди з амфітеатром, монументом «Шанирак» і двома фонтанами, один з них з світломузикальним ефектом. Сам бульвар з'єднує найбільші в місті центральну мечеть «Нур Гасир» і Свято-Нікольський катедральний собор, побудовані 2008 року.

### Фонтани

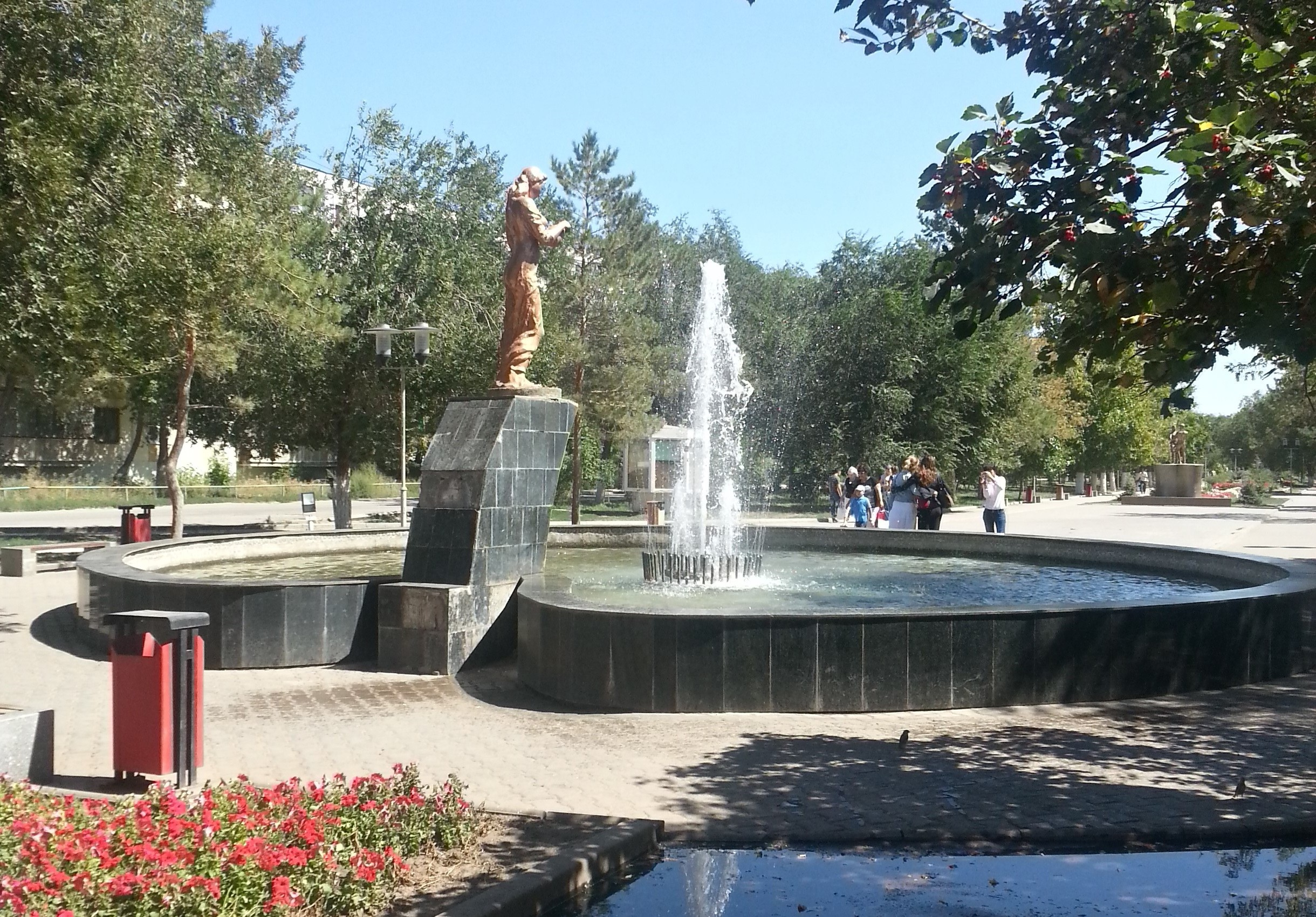
Фонтан і скульптура на Алеї закоханих

За даними на 2014 рік, у веденні Відділу житлово-комунального господарства, пасажирського транспорту і автомобільних доріг міста знаходиться 21 фонтан, серед яких фонтани на бульварі Абая, біля мечеті Нур Гасир, у сквері шахістів на проспекті Алії Молдагулової, в парку Пушкіна, на Алеї закоханих по вулиці Братів Жубанових, у Обласній філармонії та інших місцях. Окрім того, на балансі Центрального парку культури і відпочинку імені Першого Президента знаходяться фонтани, розташовані на штучному водоймищі на території парку, фонтани «Пісні Актобе» і «Чаша достатку» на водно-зеленому бульварі Єдності і Згоди.
2010 року тодішній акім міста Архімед Мухамбетов обіцяв, що кількість фонтанів в місті зросте до 40, а в найближчі 2-3 роки їх буде 60, але так і не дотримав свого слова. 2013 року на реконструкцію фонтанів було виділено 116 млн тенге. Один з ремонтованих фонтанів було побудовано всього три роки тому, але через помилки проєктування знадобилося оновлення мережі постачання.
Фонтани міста працюють з 10 години ранку до 11 години вечора, один раз на місяць проводиться санітарний день.

### Планетарій

Актюбінський планетарій

Актюбинский планетарій є першим планетарієм Казахстану. Довгий час він був єдиним в країні. Будинок планетарію з купольною залою було побудовано московськими фахівцями в Піонерському парку на перетині вулиць Некрасова та Фрунзе, а апарат фірми Carl Zeiss подарували жителі німецького міста Йена. Перша лекція відбулася 3 січня 1967 року. До 2001 року беззмінним керівником планетарію був Микола Павлович Зафіріс.
«Зоряна зала» планетарію з 10-метровим куполом дозволяє продемонструвати відвідувачам різні астрономічні явища: сонячні і місячні затемнення, метеоритні дощі, гало, схід і захід Сонця, панораму Байконура. У цій залі також проводяться лекції з астрономії і космонавтики.
З 1967 по 2012 рік планетарій відвідало близько 1,5 млн осіб. Основними відвідувачами планетарію є школярі, потім студенти і дорослі.

## Релігія

### Релігійні групи

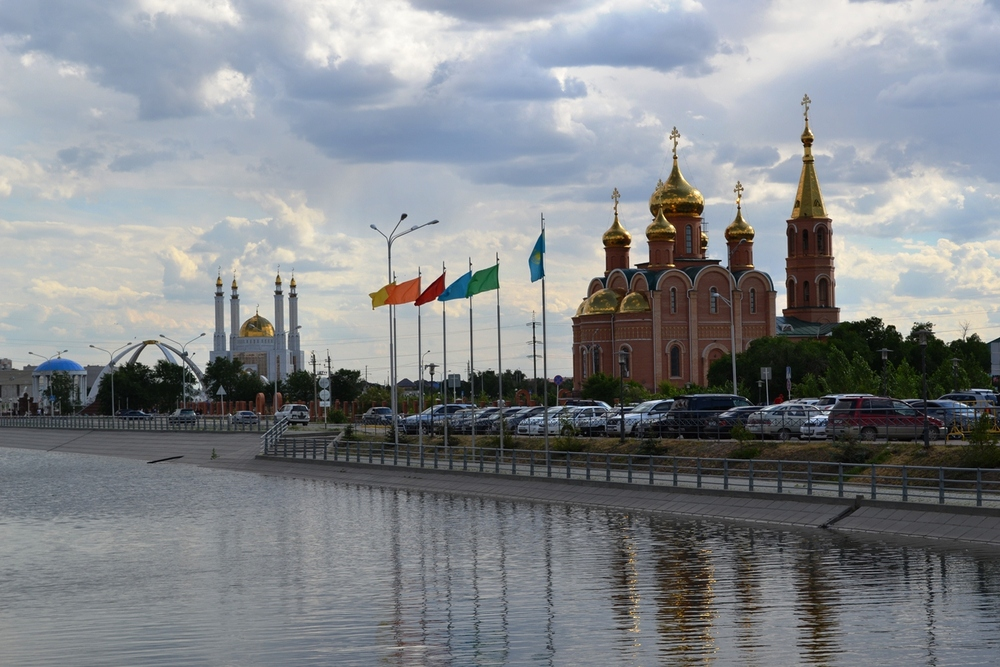
Свято-Нікольський катедральний собор і мечеть Нур Гасир

Основними релігійними групами в місті є мусульмани і християни. Перепис населення 2009 року стала першою після перепису 1937, коли респондентам було поставлено питання про ставлення до релігії. Відомості про докладну конфесійну приналежність опитуваних не збиралися, проте можна припустити, що серед мусульман міста, як і в усій країні в цілому, переважає сунізм (ханафійський мазгаб), а серед християн — православ'я.
Згідно з переписом 2009 року, територією міської адміністрації проживало 278 191 мусульман (73,3 % загальної кількості населення) і 88 597 християн (22,6 %), вірян-юдеїв було 222 людини (0,06 %), буддистів — 306 осіб (0,08 %), інші релігії назвали 89 осіб (0,02 %). Безвірними себе назвали 12 600 чоловік (3,2 %), 2 664 людини (0,7 %) відмовилися дати відповідь про свою релігійну приналежність. Частка мусульман, християн, а також безвірників і тих, хто відмовився відповісти на питання про релігію, в Актобе близька до середніх показників по області, проте в місті проживає переважна більшість юдеїв (81 %) і буддистів (86 %) області, а також 69 % тих мешканців області, хто вказав інші релігії.

### Мечеті та храми

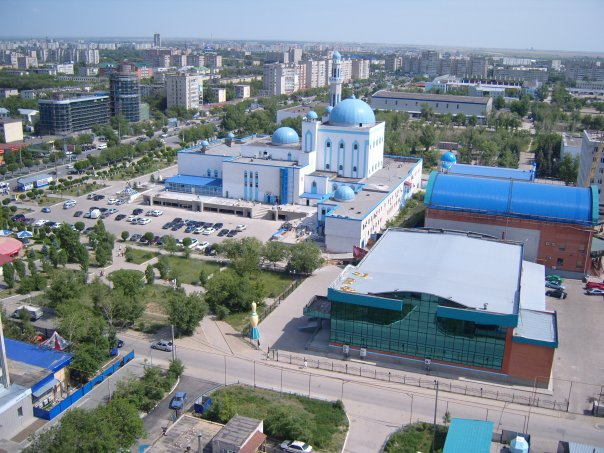
Мечеть Нурдаулет

Нині в місті є кілька великих мечетей (мечеть Нур Гасир, Центральна мечеть, мечеть Нурдаулет), три православних храми (святителя Миколая Алматинського, святого Архангела Михаїла, святого рівноапостольного великого князя Володимира), католицький прихід «Доброго Пастиря». Крім них діють Церква адвентистів сьомого дня, церкви і релігійні організації євангельських християн-баптистів («Істина», «Світло», «Надія», «Шинайи өмір», «Благословення Отця», «Шанырак»), церква п'ятидесятників «Джерело життя», церква «Нове життя», Суспільство свідомості Крішни, громада свідків Єгови. У протестантських деномінацій (баптисти, свідки Єгови тощо) і крішнаїтів (Товариство свідомості Крішни) іноді виникають суперечки з владою.
Переважна більшість мечетей знаходяться у віданні республіканського об'єднання «Духовне управління мусульман Казахстану», а православні храми об'єднані під керівництвом Уральської і Актюбінської єпархії Казахстанського митрополичого округу Російської православної церкви.

### Екстремізм і тероризм
Перший теракт в місті було здійснено 24 лютого 2011 року поблизу в'язниці КА-168/2, в якій відбували свій строк троє ув'язнених, засуджених разом із загиблим в Аркаликській в'язниці за загадкових обставин Азаматом Карімбаєвим за підготовку терористичних актів на території області. 17 травня 2011 роки 25-річний житель Актобе Рахімжан Махато зробив самопідрив біля Департаменту КНБ на ґрунті релігійного екстремізму. Цей випадок став першим такого роду терактом в Казахстані. У жовтні того ж року в Актобе на різні строки засудили чотирьох учасників екстремістського угрупування, більшість членів якої була вбита під час контртерористичної операції в Темірському районі Актюбінської області.
5 червня 2016 року «радикальні прихильники нетрадиційних релігійних течій» пограбували два збройових магазина в різних частинах міста, потім напали на військову частину 6655 Національної гвардії. Жертвами терористів стали військовослужбовці, поліцейські і кілька мирних жителів (див. Теракт в Актобе).
Події в Актобе та інших містах країни зв'язуються з поширенням релігійного екстремізму в масовій свідомості. Популярність радикальних гілок ісламу обумовлена комплексом внутрішніх і зовнішніх чинників.

## Спорт

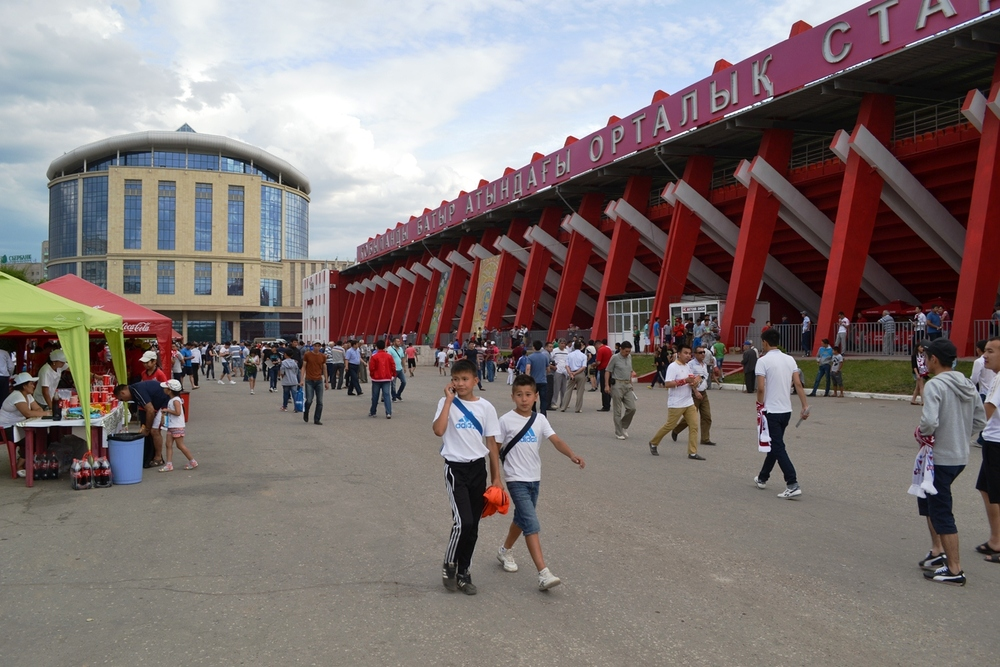
Площа перед Центральним стадіоном перед матчем «Актобе» з клубом «Тараз»

Розвитком фізичної культури і спорту, підготовкою спортсменів і спортивного резерву в Актобе займається Управління фізичної культури та спорту при акіматі Актюбінської області. В місті було 460 спортивних споруд з 59 видів спорту, в 2011—2014 роках біля навчальних закладів й у дворах житлових будинків міста було збудовано 67 спортивних майданчиків зі штучним покриттям. За офіційними даними, 33,3 % жителів Актобе на постійній основі займаються спортом і фізичною культурою.
У місті є Центральний стадіон, стадіон «Авіатор», фізкультурно-оздоровчий комплекс АЗФ, тенісний центр, басейн «Чайка», іподром, палац спорту «Коны́с», Центр водних видів спорту «Досты́к» і різні спортивні зали і фітнес-клуби. У віддаленому майбутньому заплановано будівництво нового стадіону місткістю 28-30 тис. глядачів.

### Футбол
Футбол є одним з найпопулярніших видів спорту в місті. Фанатами місцевого клубу «Актобе» була організована відома група ультрас «13-й сектор». 2013 року за підсумками опитування спортивно-інформаційного порталу Vesti.kz Актобе було визнано «найфутбольнішим містом Казахстану». Таку ж думку висловив Михайло Гурман, який був тодішнім головою Професійної футбольної ліги країни. Центральний стадіон ім. Кобланди батира побудований 1975 року і відповідає стандартам УЄФА. На ньому з березня по жовтень проводить матчі міський футбольний клуб «Актобе», який кілька разів поспіль ставав чемпіоном Казахстану і 9 разів — найвідвідуванішим клубом країни (домашні та виїзні матчі клубу 2014 року відвідали 185,7 тис. глядачів). Фінансування клубу проводиться з міського бюджету, 2015 року обсяг фінансування склав 3 млрд тенге (2,3 млрд тенге 2010 року). Наприкінці 2015 року з'ясувалося, що останні 5 років збитки клубу збільшувалися з кожним роком, а повна відсутність доходів не заважало керівництву клубу купувати дорогих легіонерів з-за кордону. 2019 року футбольний клуб «Актобе» (вперше з 1997 року) був змушений покинути Прем'єр-лігу Казахстану і опустився до першої ліги.

### Інші види спорту
Окрім футболу, популярністю користуються бокс і різні бойові мистецтва. У місті діють 11 ДЮСШ для підготовки юних спортсменів з таких видів спорту як: бокс, греко-римська боротьба, дзюдо, фехтування, шахи, велосипедний спорт, волейбол, баскетбол, легка атлетика і багато інших.
Для любителів зимових видів спорту є 10 хокейних майданчиків і 25 ковзанок. У мкр Батис-2 споруджено новий льодовий палац, в якому виступає хокейна клуб «Актобе». Також в 11 мкр відкрився критий льодовий бокс для ДЮСШ.

## Освіта і наука

### Рівень освіченості
Згідно з даними національного перепису 2009 року, 80 115 осіб (20,5 %) з 391 669 жителів міської адміністрації Актобе мали вищу освіту. Незакінчену вищу, середню спеціальну і професійно-технічну освіту мали 15 383 (3,9 %), 106 138 (27,1 %) і 6426 (1,6 %) осіб відповідно. Число тих, хто обмежився початковою, основним середнім і загальною середньою освітою склало 27 870 (7,1 %), 31 533 (8,1 %) і 64 439 (16,1 %) осіб відповідно.

### Шкільна освіта

Школа № 16 в Актобе

До 1886 року у місті була всього одна двокласна російсько-киргизька школа з 53 учнями (23 росіян і 30 киргизів). 1891 року було відкрито церковно-парафіяльну школу. Станом на 2019 рік у місті діяли 83 денні та дві вечірні загальноосвітні школи, де навчалися 82 208 учнів (для порівняння: 35 шкіл і 27 тис. учнів 1969 року). Більшість школярів навчаються у дві зміни. Проблема тризмінних шкіл, кількість яких зросла в 2010—2012 роках, 2014 року було вирішено на 95 % (за офіційними даними). Однією зі шкіл, де досі ведеться навчання у три зміни, є школа № 18, де навчаються 595 школярів при нормі в 160 учнів. Для вирішення цієї проблеми було збудовано три школи в житлових масивах Українка, Курашасай і Беккул-баба і зведено три прибудови до вже наявних шкіл.
Попри те, що згідно із законом Республіки Казахстан «Про освіту» держава повинна забезпечувати учнів підручниками, в минулому їх на всіх бракувало. Безкоштовні підручники насамперед виділялися для дітей з багатодітних, малозабезпечених сімей та сиріт, число яких становить близько 3-3,5 тис. 2016 року було оголошено, що майже всі учні шкіл міста були забезпечені підручниками (за винятком 2-х, 7-х і 9-х класів). Також є проблеми з переповненням класів: в деяких з них навчаються 35 дітей при нормі в 25 учнів.

### Дошкільна освіта
Число дошкільних закладів 2014 року досягло 90, їх відвідують 18 906 дітей (43 і 11 775 відповідно в 2009). 2014 року в місті було зареєстровано 63 тис. дітей до 7 років, а в черзі на дитячі садки стояло близько 24 тис. дітей. Труднощі дошкільної освіти переважно пов'язані з тим, що кількість місць в дитячих садках бракує на всіх охочих. Найменша кількість учнів у групах досягає 40 дітей, іноді в них набираються більше 60 дітей. Кілька будівель колишніх дитсадків перебувають у володінні інших державних установ, їх заплановано повертати назад.

### Вища і професійно-технічна освіта
У місті є шість вищих навчальних закладів і 27 професійно-технічних навчальних закладів. 2009 року в них навчалися 20 470 і 18 060 осіб відповідно.
Актюбінський регіональний державний університет імені К. Жубанова (Аргу) було утворено на базі Актюбінської педагогічного інституту, заснованого 1958 року. Західно-Казахстанський державний медичний університет імені Марата Оспанова (ЗКДМУ) було відкрито 1997 року на базі Актюбінського державного медичного інституту, який тепер готує кадри не тільки для Актюбінського регіону, а й для Західно-Казахстанської, Кизилординської і Костанайської областей Казахстану. Також в місті розташовані філії Алматинської академії економіки і статистики та Європейського університету.

### Наука та розробки
Актобе є великим науковим центром. Згідно з даними Департаменту статистики Актюбінської області (2009 рік), обсяг науково-технічних робіт в місті досяг 336 млн тенге (440 млн тенге по області). Витрати на дослідження і розробки склали 476 млн тенге (489 млн тенге по області), в тому числі: на фундаментальні дослідження — 8 млн тенге, на прикладні дослідження — 465 млн тенге, на науково-технічні послуги — 2 млн тенге. Підприємства міста створили 20 нових технологій і технічних об'єктів.
Рівень впровадження нововведень у виробництво є низьким: 290 з 303 підприємств міста не мали ніяких інновацій (інноваційна діяльність — 4,3 %). Обсяг інноваційних виробництв та послуг склав 1 893 742 тис. Тенге (4 428 289 тис. тенге по області) і 885 625 тис. тенге відповідно. На технологічні нововведення підприємства міста витратили 909 147 тис. тенге, що істотно нижче за показники минулих років.

## Охорона здоров'я

Консультаційно-діагностична поліклініка № 2 в старій частині міста

Регулюванням охорони здоров'я громадян, медичної і фармацевтичної науки і освіти, обігу лікарських засобів, контролю за якістю медичних послуг в Актобе і Актюбінської області займається Управління охорони здоров'я. Всі обласні, міські і районні лікувально-профілактичні установи, організації та підприємства охорони здоров'я підвідомчі Управлінню.
Перша міська лікарня відкрилася 1912 року. За даними на 2019 рік, в місті діяло 28 лікарняних установ і 143 амбулаторій і поліклінік, в яких працювали 2281 лікарів і 4002 чоловік медичного персоналу. При зростанні чисельності населення кількість лікарів і медперсоналу залишилося майже на тому ж рівні, що і 2018 року.
Актюбінські медики мають можливість лікувати різні види захворювань, зокрема захворювання серця і нирок. 2014 року в обласній лікарні вперше було проведено операції з трансплантації донорських нирок пацієнтам з нирковою недостатністю.

## Злочинність і пенітенціарна система

### Злочинність

Статуя Феміди перед будівлею Актюбінського обласного суду

Велика частина злочинів, скоєних в Актюбінській області, припадає на місто Актобе. Найкриміногеннішими місцями міста є райони біля залізничного вокзалу і Центрального ринку. 2009 року в місті було вчинено 2774 кримінальних злочинів (розкрито 1807). До 2019 року цей показник досяг 8337 злочинів. Щодня охороною громадського порядку в місті займаються більше 150 співробітників поліції.
Зростання числа злочинів пов'язується не із загальним погіршенням криміногенної ситуації в місті, а з тим, що в попередні роки показники злочинності навмисно «прикрашалися» заради поліпшення статистики. 2012 року було встановлено 93 злочини, приховувані співробітниками Відділу внутрішніх справ Актобе. Усі винні були притягнуті до суворої дисциплінарної відповідальності.
Основними причинами злочинності серед підлітків міста є сутички між місцевими та приїжджими студентами, між учнями старших курсів і першокурсниками. Школярі і студенти переважно здійснюють крадіжки, грабежі і розбої, іноді — хуліганство і вбивства, нерідкі випадки вимагання грошей в учнів шкіл. Профілактика злочинності серед підлітків проводиться на незадовільному рівні.
| Число зареєстрованих злочинів | Число зареєстрованих злочинів | Число зареєстрованих злочинів | Число зареєстрованих злочинів | Число зареєстрованих злочинів | Число зареєстрованих злочинів | Число зареєстрованих злочинів | Число зареєстрованих злочинів |
| 2009                          | 2010                          | 2011                          | 2012                          | 2013                          | 2014                          | 2018                          | 2019                          |
| ----------------------------- | ----------------------------- | ----------------------------- | ----------------------------- | ----------------------------- | ----------------------------- | ----------------------------- | ----------------------------- |
| 3259                          | ▲3315                         | ▲5968                         | ▲10 656                       | ▲16 305                       | ▼13 950                       | ▼11 847                       | ▼8337                         |

### Пенітенціарна система
Містом розташовані чотири виправні установи: слідчий ізолятор КА-168/1 (вул. Павлова, 3; в народі — «п'ятірка»), в'язниця КА-168/2 (вул. Чекаліна, 44; в народі — «шістка»), КА-168/3 в Промзоні (50-А) та КА-168/4 (вул. Чекаліна, 44- А).
У виправних установах міста нерідкі випадки заворушень з боку ув'язнених та їхніх родичів. 2013 року троє осіб були засуджені на строки від 5 до 15 років за влаштування бунту в «п'ятірці» 11 липня 2012 року. Під час цього інциденту 20 осіб вчинили скалічення, було завдано збитків у розмірі 540 тис. тенге. У листопаді 2013 року поширилися чутки про побиття ув'язнених і введення військ на територію в'язниці КА-168/2. Біля воріт установи зібралося безліч родичів ув'язнених. 26 осіб були притягнуті до адміністративного стягнення, 15 з них були заарештовані на 15 діб. Точно така ж ситуація склалася 1 червня 2012 року, коли поширилися подібні чутки. Також мали місце корупційні скандали, пов'язані з керівництвом цих установ.

## Екстрені служби

### Пожежна охорона
До недавнього часу в місті налічувалося всього дві пожежні частини на вул. Тургенєва (№ 1) і вул. Гришина (№ 26). Штат найбільшої пожежної частини № 1 становив 75 пожежних. 15 грудня 2015 року відбулося відкриття нової пожежної частини на пр. Санкібай-батира. Число її співробітників складає 150 чоловік. У майбутньому заплановано відкриття пожежної частини в новому районі Нур Актобе, для чого вже виділено ділянку на 1,5 га.

### Швидка медична допомога
Перша станція швидкої медичної допомоги в Актобе з'явилася 1927 року. До початку німецько-радянської війни в місті вже було 3 станції швидкої допомоги та 4 санітарних автомобіля. 1960 року число співробітників швидкої допомоги становило всього 18 чоловік. До 1981 року кількість співробітників зросла до 73 лікарів і 94 співробітників медичного персоналу, кількість автомобілів швидкої допомоги досягло 15 одиниць. 2012 року на міській станції швидкої допомоги працювало 77 лікарів, 195 фельдшерів і 144 водія, всього близько 500 чоловік. Станом на 2015 рік в місті налічується 33 бригади швидкої допомоги: 8 реаніматологічних, 7 педіатричних і 18 фельдшерських. Є чотири підстанції швидкої допомоги в різних частинах міста. В середньому до служби швидкої допомоги щодня звертаються близько 500 разів, а в найзавантаженіші дні число викликів доходить до 700—800 на день. Для того, щоб скоротити час очікування лікарів швидкої допомоги до 15 хвилин, введено додаткові бригади, які будуть приймати виклики в найбільш «завантажені» години.

## Засоби масової інформації

### Друковані ЗМІ
Перше місцеве друковане видання — журнал «Актюбінський міський вісник» (рос. Актюбинский городской вестник) видавався з березня 1913 року до 1915 року. Наклад першого номера склав 50 примірників. Редактором і видавцем журналу був Василь Іванович Мощенський — нащадок перших переселенців і перший виборний міський староста Актюбінська.
Найстаршою з нині дійсних газет Актобе є «Актюбінський вісник» (рос. Актюбинский вестник), який видається з 19 червня 1918 року. Наклад «Актюбінського вісника» 2009 року склав 11 500 примірників. Газета «Актобе» (каз. «Ақтөбе» газеті) видається з 7 червня 1924 року і за цей час змінила кілька різних назв: «Кедей» (1924—1930), «Алға» (1930—1932), «Социалистік жол» (1932—1962), «Батыс Қазақстан» (1962—1965), «Коммунизм жолы» (1965—1990).
Згідно дослідженням Taylor Nelson Sofres (2012), найпопулярнішими друкованими виданнями міста є дві російськомовні газети «Эврика» і «Диапазон» (видається з 1996 року), з аудиторією в 112,3 тис. (38 %) і 107,8 тис. (36,5 %) осіб відповідно. Слідом за ними йдуть газети «Диапазон Среда» (41,2 тис., 14 %), «Из рук в руки» (29 тис., 9,8 %), «Караван» (22,8 тис., 7,7 %), «Актюбинский вестник» (19 тис., 6,4 %), часопис «Лиза» (18 тис., 6,1 %), «Аргументы и факты» (16,4 тис., 5,6 %), «Актобе» (14,5 тис., 4,9 %) тощо.

### Телебачення
1960 року було створено перший телевізійний центр в місті. Того ж року почався регулярний показ телевізійних програм, 28 жовтня вийшла у світ перша передача Актюбінської студії. Після розвалу Радянського Союзу ця телестудія стала філією РТРК «Казахстан» під назвою «Казахстан-Актобе».
Першим і єдиним незалежним телеканалом Актобе є «РІ́КА ТВ», який веде мовлення з 31 грудня 1991 року. У місті також розташована філія 31 каналу — «31 канал-Актобе». Актюбінцам для безкоштовного перегляду доступно 11 аналогових телеканалів: Перший канал Євразія, 24KZ, Хабар, Казахстан, Казахстан-Актобе, РІКА ТВ, 31 канал, Сьомий канал, НТК, КТК, Астана. Під час дослідження Taylor Nelson Sofres (2012) з'ясувалося, що найбільшу аудиторію в місті має канал «РІКА ТВ» — 49,8 % респондентів зізналися, що дивилися його за день до опитування. Скромніші показники у республіканських каналів (32,1 % у КТК, 30,6 % у Хабара, 30,4 % у Першого каналу Євразія) і місцевого «Казахстан-Актобе» (29,4 %).
Цифрове телебачення в місті було запущено в грудні 2013 року. Жителям для перегляду доступно 24 цифрових телеканала. Планувалося, що аналогове телебачення зникне 2015 року.

### Радіостанції
Перша радіостанція на території Казахстану з'явилася 1912 року у Форт-Олександрівську, а до 1920 року станція радіозв'язку з'явилася і в Актобе. 1995 року розпочала мовлення радіостанція «Рифма» (68,27 МГц) — перша незалежна радіостанція міста. 26 червня 2002 року радіостанція припинила свою діяльність у зв'язку з відкликанням ліцензії на мовлення за рішенням Актюбінського обласного суду.
Радіостанції міста:
| Частота   | Назва                                                           | Холдинг                            |
| --------- | --------------------------------------------------------------- | ---------------------------------- |
| 101,4 МГц | Актобе радио [Архівовано 28 липня 2018 у Wayback Machine.]      | Медиа-группа «РИКА»                |
| 103,1 МГц | Love Radio Актобе [Архівовано 3 жовтня 2019 у Wayback Machine.] |                                    |
| 104,7 МГц | Радио Тандем                                                    | ТРК «Тандем»                       |
| 103,8 МГц | Радио NS Актобе [Архівовано 29 січня 2020 у Wayback Machine.]   | ТРК «Радио NS — национальная сеть» |
| 100,6 МГц | Русское радио Азия                                              | FM Продакшн                        |
| 102,2 МГц | Казахское радио                                                 | РТРК «Қазақстан»                   |
| 102,7 МГц | Tengri FM                                                       | Alash Media group                  |
| 105,7 МГц | Радио Шалкар                                                    | РТРК «Қазақстан»                   |
| 106,8 МГц | Ретро FM                                                        | FM Продакшн                        |

### Фінансування
За даними на 2012 рік, 93 % всіх казахстанських ЗМІ фінансувалися державою, а загальна кількість виділених коштів склало 22,75 млн тенге. Ряд ЗМІ Актюбінської області від влади регіону в цілому 244,64 млн тенге: 74,47 млн тенге ТОВ «Шамшырак» (газети «Актобе» й «Актюбинский вестник»), 55,49 млн тенге телекомпанія «Казахстан-Актобе», 18,03 млн тенге медіахолдинг «РИКА» («Актобе Радио», телеканал «РИКА ТВ», газета «Эврика»), 10 млн тенге ТОВ «Нур-Медиа» (газети «Айкын» і «Литер»), 5 млн тенге ТОО «FIRST» (газета «Керек инфо»), 5 млн тенге газета «Жас Алаш», 5 млн тенге газета «Єгемен Казакстан» і 71,64 млн тенге інші засоби масової інформації Актюбінської області. Єдиною газетою Актобе, що не виконує державне замовлення, є газета «Диапазон».

## Зв'язок

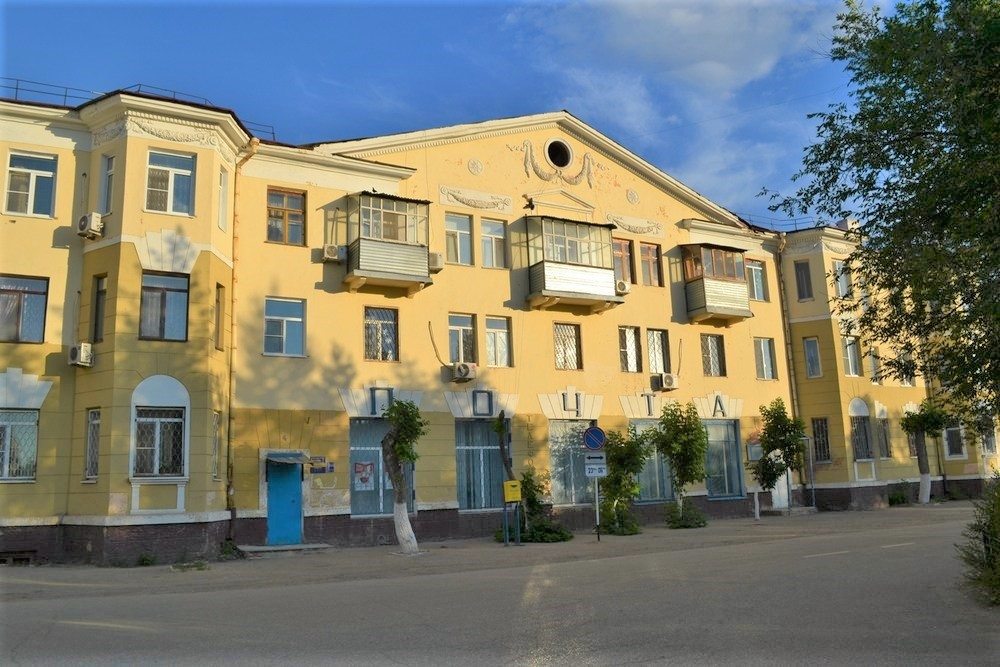
Поштове відділення № 7

### Пошта
Перше поштове відділення зв'язку на території Казахстану з'явилося 1860 року в місті Вірний (рос. Верный; суч. Алма-Ата), а перша поштова станція в Актобе з'явилася 1881 або 1882 року. Найбільшим поштовим оператором в місті є АТ «Казпочта». Наразі, крім центральної обласної філії (поштовий індекс: 030000), усією територією міста розташовано 21 відділення «Казпошти» (діапазон індексів: 030001—030021).

### Стаціонарний зв'язок
В Актобе шестизначні телефонні номери. Код міста — 7132. За даними на 1 січня 2003 року, всього в місті було зареєстровано 63 530 телефонних номерів. Планувалося, що до 2008 року цей показник досягне позначки в 86 500 номерів, а до 2015 року — 113 500 номерів.
Телеграфний зв'язок в Актюбінській області з'явилася 1928 року. 19 березня 1932 року на базі Актюбінської окружної контори зв'язку було утворено Актюбінську обласну дирекцію телекомунікацій. Наприкінці 1990-х — на початку 2000-х років почався перехід на цифрові станції. Актобе стало другим містом країни, що повністю перейшло на цифрову телекомунікаційну мережу. 2008 року в місті було реалізовано можливість доступу до бездротової мережі CDMA, що дозволило забезпечити телефонним зв'язком приміські райони Актобе. Згідно з генеральним планом міста, намічається збільшення ємності наявних АТС, будівництво електронних АТС і телефонної каналізації в напрямку нових районів міста і перекладення повітряних ліній у кабельну каналізацію.
Основний оператор стаціонарного телефонного зв'язку — Актюбінська обласна дирекція телекомунікацій АТ «Казахтелеком». Також діють кілька операторів стаціонарного зв'язку — ТОВ «Свим», АТ «Актобетранстелеком», АТ «Nursat», ТОВ «Аксиком», ТОВ «Astrix Telecom Company».
1999 року в місті було встановлено перші таксофони. За даними на 2017 рік, в Актобе налічувалося 66 таксофонів, скористатися якими можна тільки за допомогою спеціальних карток. Попри падіння числа користувачів у зв'язку з повсюдним поширенням мобільних телефонів, «Казахтелеком» не має наміру в найближчому майбутньому позбавлятися від таксофонів на вулицях міста.

### Пейджинговий зв'язок
1996 року компанія «АЛСИ» відкрила пейджингову мережу «Алси-Азия-Пейдж», в яку було об'єднано 25 міст Казахстану, зокрема й Актобе. На початку 2000-х років пейджери, в зв'язку з поширенням стільникових телефонів і зниженням вартості послуг мобільного зв'язку та SMS практично зникли з ужитку.

### Стільниковий зв'язок
Послуги стільникового зв'язку в місті надають кілька республіканських операторів: АТ «Кселл» (Kcell і Activ); ТОВ «КаР-Тел» (бренд Beeline Казахстан); ТОВ «Мобайл Телеком-Сервис» (Tele2 Казахстан і Altel). Усі перераховані оператори підтримують технології мобільного зв'язку третього (3G/UMTS) і четвертого покоління (4G/LTE) та надають послуги з надання мобільного інтернету (див. розділ «Інтернет»).
З 1994 по 1999 роки АТ «Алтел» мало ексклюзивні права на надання послуг мобільного зв'язку в Казахстані. До 2000 року стільниковий зв'язок був доступний в 10 великих містах країни, в тому числі і в Актобе. Після анулювання ексклюзивних прав АТ «Алтел», урядом Казахстану було організовано тендер і на ринку послуг стільникового зв'язку з'явилися інші оператори.
15 травня 2014 року АТ «Алтел» (дочірня компанія «Казахтелекому») запустило першу в Казахстані мультітехнологічну мережу 4G/3G/2G в декількох містах країни, в тому числі і в Актобе.

### Інтернет
Основний інтернет-провайдер в місті, як і в цілому по Казахстану, — АТ «Казахтелеком» (Megaline, iD TV, iD Net). Також послугами надання мобільного і дротового інтернету займаються провайдери «2 Day Telecom» (ТОВ «2 Day Telecom»), «Astel» (АТ «Astel»), «Beeline» (ТОВ «КаР-Тел»), «DigitalTV» (ТОВ «Digital TV»), «Altel 4G» (АТ «Altel»), «Kcell» (АТ «Kcell»), «Nursat» (АТ «Nursat»), «RB-K» (ТОВ «Радиобайланыс») тощо. Своїми власними каналами передачі даних у своєму розпорядженні АТ «Казахтелеком», АТ «Astel», АТ «Nursat» і кілька інших компаній, а решта провайдери орендують канали у компаній першого рівня.
Число користувачів інтернету в Актюбінській області  2014 року досягло 75,6 тис. осіб (69,2 тис. в 2013). З часткою в 3,6 % від загального числа користувачів Актюбінський регіон знаходиться на 11 місці по країні. За підсумками національного перепису 2009 року стало відомо, що 97 746 жителів міської адміністрації Актобе (77 % від загальнообласних показників) вміли користуватися Інтернетом і електронною поштою.
Через те, що більшість мереж було побудовано в 1980-х роках, у жителів околичних районів міста є труднощі зі швидкістю доступу до інтернету. Для вирішення цієї проблеми ведеться будівництво оптоволоконних мереж.

## Уродженці
- Гуцало Олександр Семенович (1917—1946) — учасник Другої світової війни, Герой Радянського Союзу
- Стариков Ігор Вікторович (1943—1992) — радянський і український актор
- Матвієнко Вадим Володимирович (* 1948) — радянський футболіст та український тренер.
- Мірошниченко Дмитро Андрійович (* 1992) — казахський футболіст.